# دون كيخوتي
دون كيخوتي دي لا مانتشا (بالإسبانية: Don Quijote de la Mancha) هي رواية من تأليف الكاتب الإسباني ميغيل دي ثيربانتس، نشرها على جزئين بين أعوام 1605 و1615. اشتهرت الرواية بين العرب بالعديد من الأسماء مثل دون كيشوت ودون كيخوته وضون كيخوتي ودون كيخوط ودون كيخوطي كما تلفظ بالإسبانية. تعد واحدة من بين أفضل الأعمال الروائية المكتوبة قبل أي وقت مضى، واعتبرها الكثير من النقاد أول رواية أوروبية حديثة وواحدة من أعظم الأعمال في الأدب العالمي والتي تم ترجمتها إلى العديد من اللغات الأجنبية. يحمل الجزء الأول اسم العبقري النبيل دون كيخوتي دي لا مانتشا، وظهر عام 1605، بينما ظهر الجزء الثاني عام 1615 تحت عنوان العبقري الفارس دون كيخوتي دي لا مانتشا. وحُبس ثيربانتس في السجن الملكي في إشبيلية بين شهري سبتمبر وديسمبر من عام 1597 بعد إفلاس البنك الذي كان يضع فيه الودائع المالية.
زُعم أن ثيربانتس كان مختلسًا للمال العام بعد ثبوت وجود مخالفات في حساباته. وفي السجن، وُلدت رواية دون كيخوتي دي لا مانتشا، كما أشار في مقدمة العمل. ولكنه في الوقت ذاته لم يتضح مقصده من كونها تمت كتابتها وهو سجين أم استلهمته الفكرة هناك فحسب. وتعد رواية دون كيخوتي أول عمل يزيل الغموض حول تقاليد الفروسية لمعالجتها الصورية للأمر.
برهنت الرواية على بداية الواقعية الأدبية كجزءًا من الجماليات النصية وبداية انطلاق النوع الأدبي للرواية الحديثة المسمى بالرواية متعددة الألحان، والتي ستحدث تأثيرًا كبيرًا في وقت لاحق على الأعمال الروائية الأوروبية، من خلال تناول ما تم تسميته بالكتابة غير المشروطة والتي تمكن الفنان من إظهار كل ما هو ملحمي وغنائي وتراجيدي وكوميدي في محاكاة ساخرة حقيقية لجميع الأنواع الأدبية. ووضعت الرواية بجزئيها الكاتب ميغيل دي ثيربانتس على خارطة تاريخ الأدب العالمي جنبًا إلى جنب مع كل من دانتي أليغييري وويليام شكسبير وميشيل دي مونتين وتم اعتبارهما من منظري الأدب الغربي في رائعة هارولد بلوم المجمع الغربي.
وفي عام 2002، وبناء على طلب هيئة الكتب النرويجية فقد تم عمل قائمة بأفضل الأعمال الأدبية على مر العصور بتصويت مئة كاتب من الكتاب العمالقة من أربعة وخمسين دولة مختلفة. وظهرت الأعمال مرتبة ترتيبًا أبجديًا دون غلبة لعمل على آخر، ولكن باستثناء وحيد كان لصالح رواية دون كيخوتي التي تصدرت القائمة باعتبارها أفضل عمل أدبي تم كتابته في التاريخ في ذلك الوقت. وتعد الرواية واحدة من أكثر الكتب التي تم نشرها وترجمتها على مر التاريخ.
تدور أحداث الرواية حول شخصية ألونسو كيخانو، رجل نبيل قارب الخمسين من العمر يقيم في قرية في إقليم لامانتشا، وكان مولعًا بقراءة كتب الفروسية والشهامة بشكل كبير. وكان بدوره يصدق كل كلمة من هذه الكتب على الرغم من أحداثها غير الواقعية على الإطلاق. فقد ألونسو عقله من قلة النوم والطعام وكثرة القراءة وقرر أن يترك منزله وعاداته وتقاليده ويشد الرحال كفارس شهم يبحث عن مغامرة تنتظره، بسبب تأثره بقراءة كتب الفرسان الجوالين، وأخذ يتجول عبر البلاد حاملًا درعًا قديمة ومرتديًا خوذة بالية مع حصانه الضعيف روسينانتي حتى أصبح يحمل لقب دون كيخوتي دي لا مانتشا، ووُصف بـ فارس الظل الحزين. وبمساعدة خياله الفياض كان يحول كل العالم الحقيقي المحيط به، فهو يغير طريقته في الحديث ويتبنى عبارات قديمة بما كان يتناسب مع عصر الفرسان. فيما لعبت الأشخاص والأماكن المعروفة دورًا هي الأخرى بظهورها أمام عينيه ميدانًا خياليًا يحتاج إليه للقيام بمغامراته. وأقنع جاره البسيط سانشو بانثا بمرافقته ليكون حاملًا للدرع ومساعدًا له مقابل تعيينه حاكمًا على جزيرة وبدوره يصدقه سانشو لسذاجته. كما يحول دون كيخوتي بمغامراته الفتاة القروية جارته إلى دولثينيا، السيدة النبيلة لتكون موضع إعجابه وحبه عن بعد دون علمها. ترجمت هذه الرواية إلى اللغة العربية في أكثر من بلد عربي وعبر عدد من دور النشر، ولم تراعى كيفية نطق الاسم الصحيحة في أغلب الحالات، فبقي اسمها الأكثر انتشارًا في الوسط العربي هو دون كيشوت. وأشار بعض الباحثين واللغويين العرب مثل الدكتور جوزيف إلياس اللبناني، الذي ترجم وحقق نسخة دار العلم للملايين إلى أن التأثير الأندلسي يبدو واضحًا في الرواية، من حيث ظهور ملامح من أبطال القصص العربية والإسلامية أمثال سيف بن ذي يزن وعنترة بن شداد والظاهر بيبرس.

## البنية والمحتوى والأسلوب والمصادر

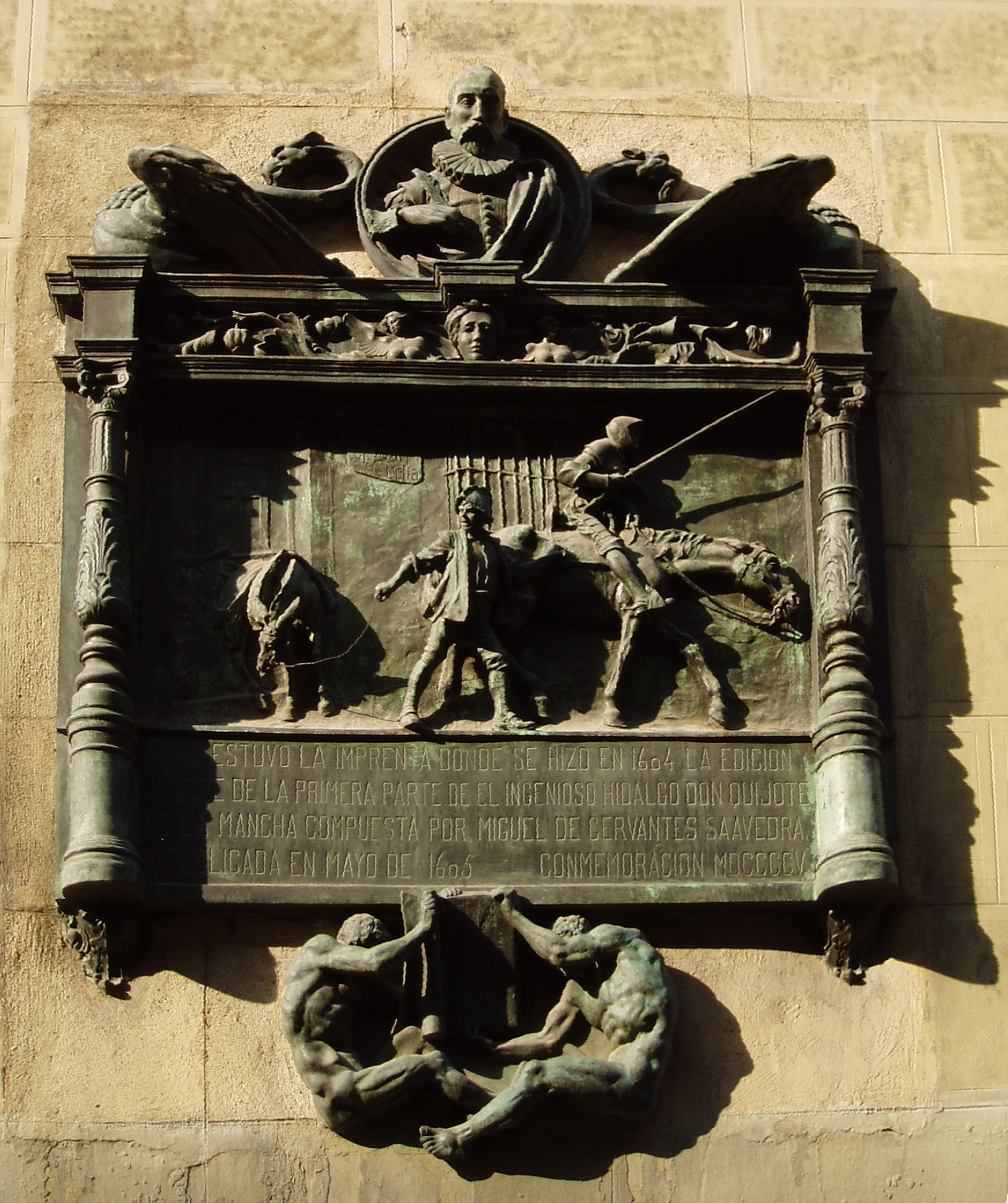
لوحة منحوتة للعبقري النبيل دون كيخوتي دي لا مانتشا في مقر دار نشر خوان دي لا كويستا في 87 شارع أتوتشا في مدريد، حيث طبعت النسخة الأولى عام 1604 في الذكرى المئوية الثالثة لصدور الكيخوتي.

تتكون الرواية من جزئين، الأول تحمل اسم العبقري النبيل دون كيخوتي دي لا مانتشا ونشرت عام 1605؛ بينما نشرت الجزء الثاني عام 1615 تحت عنوان العبقري الفارس دون كيخوتي دي لا مانتشا. ووضعت الرواية بجزئيها الكاتب ميغيل دي ثيربانتس على خارطة تاريخ الأدب العالمي جنبًا إلى جنب مع كل من دانتي أليغييري وويليام شكسبير وميشيل دي مونتين وتم اعتبارهما من منظري الأدب الغربي في رائعة هارولد بلوم المجمع الغربي.
وطبعت النسخة الأولى في مدريد دار نشر خوان دي لا كويستا بنهاية عام 1604. وخرجت لسوق المبيعات في يناير 1605، ولكن كان بها العديد من الأخطاء اللغوية نتيجة للسرعة التي تطلبها توقيع العقد. وأُعيد طباعتها مرة أخرى في نفس دار النشر، بحيث ظهرت بالفعل نسختين مختلفتين نوعًا ما في العام ذاته. وكان يشتبه في إمكانية وجود رواية قصيرة، والتي عرفت فيما بعد باسم الروايات النموذجية. وتم الكشف عن الطبعة تحت اسم العبقري النبيل دون كيخوتي دي لا مانتشا، وقد فقدت هذه الطبعة، إلا أن بعض الكتاب مثل فرانثيسكو لوبيث دي أوبيدا ولوبي دي بيجا، من بين الأدلة الأخرى، قد أشاروا إلى شهرة هذا الجزء. وربما تم كتابتها في مخطوطة تحوي الجزء الأول عام 1604. وروى الكاتب الموريسكي إبراهيم طايبيلي من طليطلة، والذي عرف سابقًا باسم خوان بيريث وواحدًا من أشهر الكتاب في تونس عقب الطرد النهائي للعرب عام 1611، أنه قام بزيارة لأحد منافذ بيع الكتب في ألكالا وحصل هناك على الرسائل العائلية وساعة الأمراء لأنطونيو دي جيبارا والتاريخ الإمبراطوري والقيصري لبيدرو ميخيا كتاب عصر النهضة الإسباني. وفي نفس ذات المشهد، كان يسخر من كتب الفروسية وأشار إلى دون كيخوتي باعتبارها العمل المهم في ذلك الوقت. وهو بدوره ما سمح للإسباني خايمي أوليبر آسين بإضافة بعض البيانات عن احتمالية وجود نسخة سابقة للعمل متنازع عليها قبل عام 1605.
كان من المعروف اهتمام ثيربانتس بأعمال تيار الرومانسية، وشعوره بالاستياء نتيجة عدم تحقيقهم لنجاح يذكر داخل المسرح مقارنة بالنجاح الباهر الذي لاقته أعمال لوبي دي بيجا في ذلك الوقت ومنها الفاصل التمثيلي الرومانسي، والذي نشر في وقت سابق للكيخوتي، والذي يعتقد أنه كان مصدر الإلهام لثيربانتس في كتابة روايته الشهيرة. وكانت حبكة العمل صالحة لهذه الفرضية، حيث أظهرت أن البطل قد أصيب بالجنون جراء قراءته لكتب الفروسية مثلما فعل بطل القطعة المسرحية في كوميديا دي بيجا حيث أصيب بالجنون بعد اعتقاد في أبطال الرومانسية وترك أسرته باحثًا عن المغامرات. وعلى خلفية ذلك، تم المضي قدمًا في إضافة بعض الأعمال، والتي من المحتمل أن يكون استوحها ثيربانتس لكتابة العمل، مثل تيرانتي الأبيض لجوان مارتورل والمورغنتي للويجي بولشي وأورلاندو الهائج للودوفيكو أريوستو. فيما أشار آخرون أن ثيربانتس ربما يكون استوحها من الحمار الذهبي للوكيوس أبوليوس.
وانقسم الجزء الأول إلى أربعة مجلدات، ولاقي نجاحًا باهرًا وتم ترجمتها إلى كل اللغات الأوروبية، إلا أن الكاتب لم يجن فائدة اقتصادية جراء هذا النجاح لوجود العديد من الطبعات المقرصنة. فقط احتفظ ثيربانتس بامتياز طباعة الرواية في مملكة قشتالة، بينما كانت الممالك المجاورة تطبعها بسعر أرخص ثم تبيعها في قشتالة. ومن جانب آخر، افترضت بعض الانتقادات ذات الطابع النيو أرسطوطالي الموجهة للصيغة المسرحية الجديدة التي سنها لوبي دي بيجا والطريقة المستوحاة لعمل الفواصل التمثيلية افتراض سوء النية من قبل أتباع الكاتب نفسه؛ والذي كان حتى ذلك الحين صديقًا لثيربانتس. ودفع النجاح الباهر للكيخوتي ألونسو فرنانديث دي أبيليانيدا إلى انتحال دور المؤلف للجزء الثاني من العمل وقام بنشره في طراغونة عام 1614؛ مما دفع ثيربانتس إلى إصدار الجزء الثاني من الرواية ليظهر بين أيدي القراء عام 1615. وفي مقدمة العمل أساء أبيليانيدا إلى ثيربانتس بشكل كبير، واصفًا إياه بالشخص الحسود في رد على الشكوى المنسوبة للوبي دي بيجا. ولم تصل معلومات عن ماهية فيرنانديث دي أبيليانيدا. فيما الإسباني ارتأى مارتين دي ريكير أحد أتباع ثيربانتس، أنه ربما يكون شخصية حقيقية في إشارة إلى العسكري خيرونيمو دي باسامونتي، زميل ثيربانتس ومؤلف كتاب سيرة ذاتية، الذي تضرر من نشر الجزء الأول من الرواية، حيث ظهر في الفصل الثاني والعشرين من الجزء الأول باسم خينيس دي باسامونتي. والرواية في الواقع لم تكن سيئة، حيث كانت مستوحاة مما كتبه ثيربانتس في الجزء الأول. إلا أنها في الواقع لم تكن لتقارن مع ما كتبه ثيربانتس نفسه في الجزء الثاني بعدها بعام. وبدوره عمل ثيربانتس على توظيف بطل روايته بشكل صحيح والذي عرف بأمر انتحال شخصيته من قبل أحد الأشخاص.
جزءا الرواية هما أشبه بالنظرية وعكسها. حيث يظهر دون كيخوتي في الجزء الأول منها كمبدع فانتازي حقيقي تشبع من قراءة نصوص فروسية قديمة، فينطلق ليسن قوانين الفروسية من جديد، مدافعًا عن العدالة والحب في عالمٍ آثم؛ حيث يقاتل طواحين الهواء والأغنام وبنات صاحب الخان. ويقول كارلوس فوينتيس، في مقالته عن دون كيخوتي: «إنها فن يُحيي ما قتله التاريخ».

### الجزء الأول

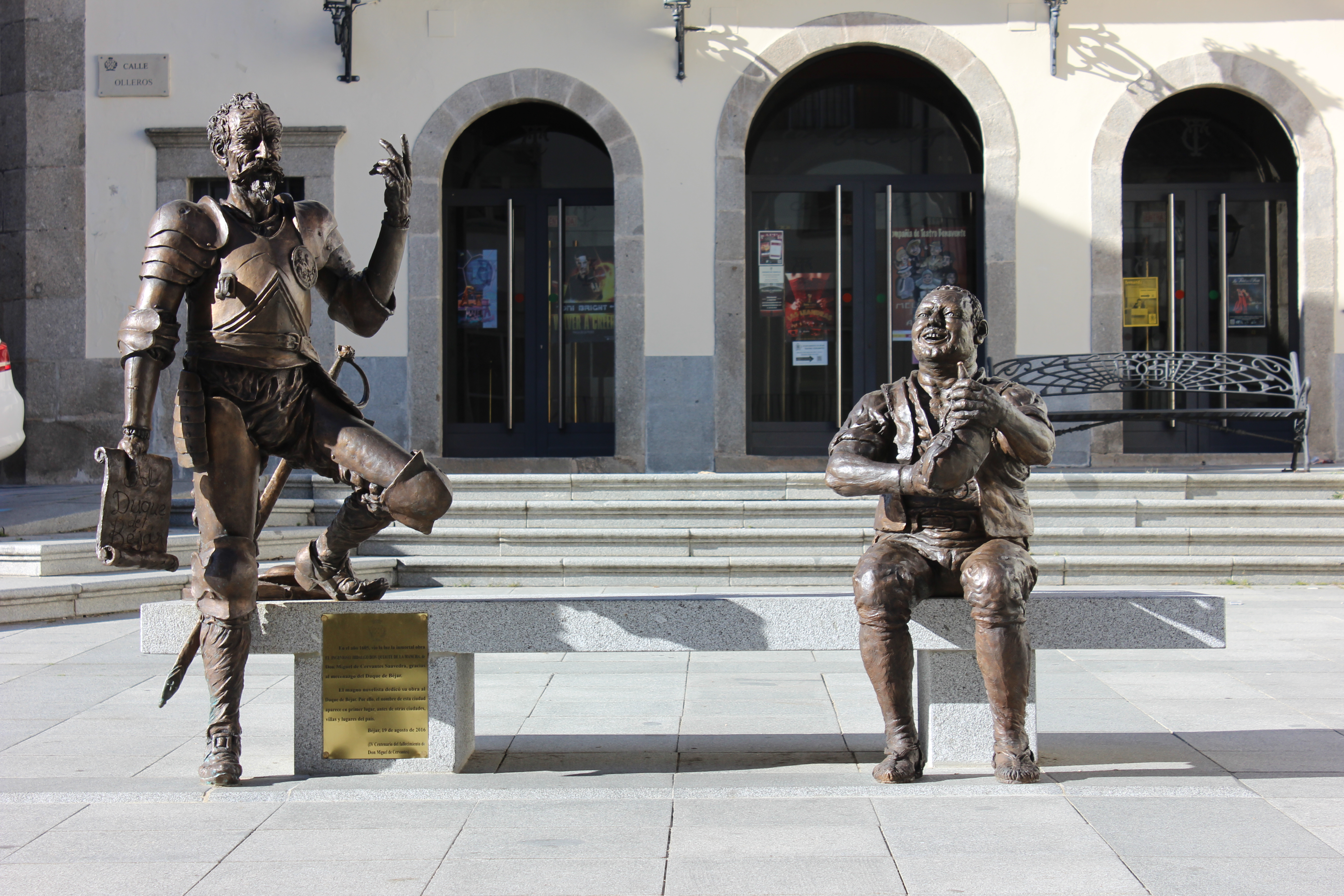
تماثيل لدون كيخوتي (يسارًا) وسانشو بانثا (يمينًا) في مدينة بيخار الإسبانية.

بدأ الجزء الأول بمقدمة يسخر بها الكاتب من سعة المعرفة المتحذلقة مع بعض القصائد الفكاهية التي تمدح أعمال الكاتب نفسه كنوع من التمهيد، والذي برره الكاتب قائلًا أنه لم يجد أحدًا يريد أن يمتدح عمله هذا أكثر من غيره، وذلك وفقًا لما جاء في رسالة لوبي دي بيجا. في الواقع، كانت كتابة غير مشروطة، بعيدة عن قواعد الكتابة المعيارية، مع مزج كل ما هو ملحمي وغنائي وتراجيدي وكوميدي والتي تعمل بدورها على تطوير هذه الأنواع الأدبية، وعلى سبيل المثال جريسوستومو والراعية مارثيلا والفضولي الوقح وتاريخ الأسير والخطاب عن الأسلحة والرسائل ورواية العصر الذهبي.
تبدأ الرواية بوصف شخصية ألونسو كيخانو، واحد من النبلاء ناهز الخمسين من عمره يعيش في إقليم لا مانتشا في القرن السادس عشر لم يتزوج. فقد عقله جراء قراءته لكتب الفروسية وقلة النوم والطعام ويقرر أن يترك منزله وعاداته وتقاليده ويشد الرحال كفارس شهم من العصور الوسطى يبحث عن مغامرة تنتظره. وقرر أن يتسلح بدرع قديمة مرتديًا خوذة بالية مع حصانه الضعيف روسينانتي وخيلت له النزل المتواضعة كأنها قلاع وقصور شاهقة الارتفاع لمنازلتها. وقد وُصف بـ فارس الظل الحزين. وقد صادفه الكثير من الحظ في مغامراته الفكاهية حيث كان الشخصية الرئيسية التي تدفعها جوهر الخير والمثالية، وتبحث عن تقويم الأخطاء التي ارتكبها الآخرون ومساعدة الفئات المحرومة وتعيسة الحظ من الأرامل واليتامى والمساكين، معيدًا بذلك دور الفرسان الجوالين. وارتبط حب جارته السيدة دولثينيا من بلدية التوبوسو حبًا أفلاطونيًا، ودولثينيا في الواقع هي فتاة قروية حسنة المظهر.
يروي المؤلف في كتابه هذا ما حدث لنبيل كان يعيش في إقليم لا مانتشا الإسباني، ولا يملك سوى درع ورمح وفرس. إلا أن هذا لم يمنعه من أن ينصب نفسه فارسًا متجولًا برفقة فلاح بسيط من جيرانه يدعى سانشو بانثا، معتقدًا أن من واجبه محاربة الظلم والظلام في كافة بقاع الأرض. كان سانشو بانثا ضخم البنية على عكس صاحبه دون كيخوتي الهزيل، وتظهر العديد من المفارقات الفكاهية بدءًا من الشكل الجسماني للرجلين وتستمر طيلة الرواية. شخصية دون كيخوتي من النماذج الإنسانية العليا وهي شخصية مغامرة حالمة تصدر عنها قرارات لا عقلانية، أما رفيقه سانشو بانثا فيمثل بدن الإنسان، هذا الرفيق الأصيل للروح. ويعد الحديث القائم على مدار الرواية بين كل من السيد دون كيخوتي، المؤمن بالفروسية، مع خادمه سانشو من أكثر الحوارات سحرًا ومتعة في الأدب. حيث بدأت شخصيتهم في التكشف رويدًا رويدًا وتربطها صداقة قائمة على الاحترام المتبادل.
قاتل دون كيخوتي ضد العديد من العملاقة من وجهة نظره مثل طواحين الهواء والذي توهم أنها شياطين ذات أذرع هائلة حيث أعتقد أنها مصدر الشر في الدنيا، فهاجمها غير مبالٍ إلى صراخ تابعه وتحذيره له، حيث رشق رمحه تجاهها فرفعته أذرعها في الفضاء ودارت به وطرحته أرضًا فرضت عظامه. ومن ناحية أخرى، يكمل مسيرته ويعتقد بوجود زحف جيش جرار يملأ الجو غبارًا وضجيجًا، فيندفع بجواده ليخوض المعركة التي أتاحها له القدر حتى يثبت شجاعته ويخلد اسمه. ولكنه في الحقيقة كان قطيعًا من الأغنام، وتسفر المعركة عن قتل عدد من الأغنام وعن سقوط دون كيخوتي نفسه تحت وابل من أحجار الرعاة يفقد على أثرها بعض أضراسه. إضافة إلى العديد من المعارك الوهمية التي وقعت له مع الرجل الباسكي المشاكس والرجل الذي كان يجلد نادله وبعض الرهبان البينديكتين الذين كانوا برفقة تابوت إلى مدفنه بمدينة أخرى. وفي تقليدًا لأماديس دي جاولا، يقرر أن يكفر عن ذنبه في سييرا مورينا. وفي نهاية المطاف، يقوم بعض جيرانه بإلقاء القبض عليه، ويقومون بإعادته إلى قريته داخل قفص.

### الجزء الثاني

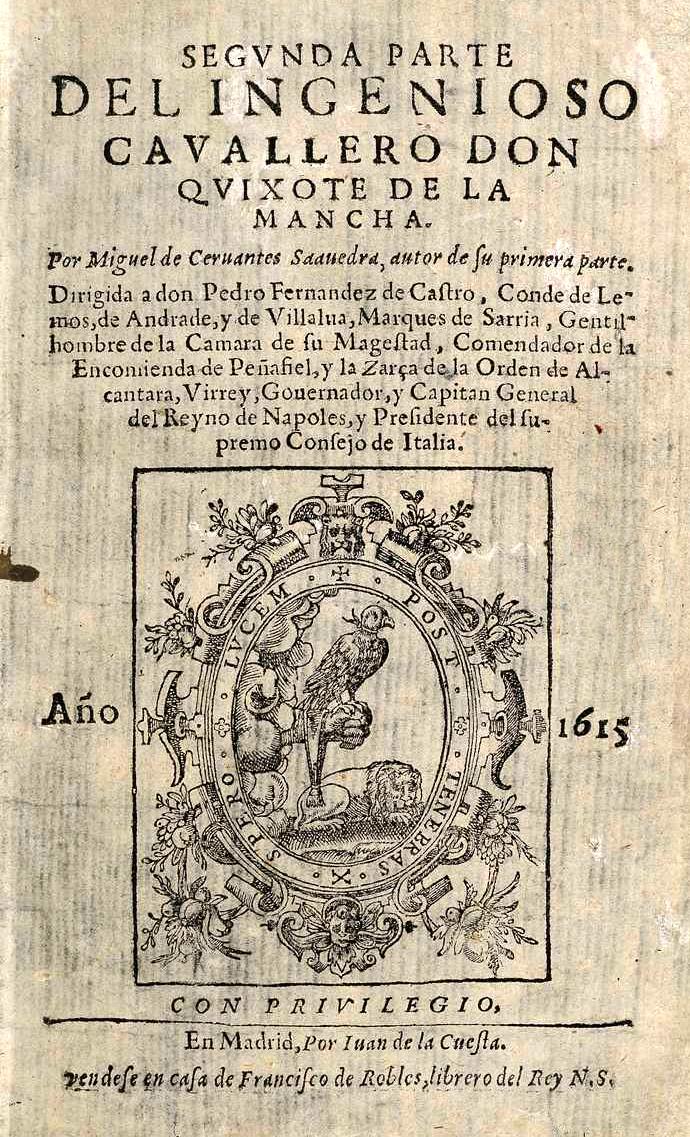
غلاف الطبعة الأولى من الجزء الثاني العبقري الفارس دون كيخوتي دي لا مانتشا، مدريد، خوان دي لا كويستا عام 1615.

ويدافع ثيربانتس في مقدمة الجزء الثاني بطريقة ساخرة عن الاتهامات التي وجها له أبيليانيدا مناصر لوبي دي بيجا وآسف لصعوبة فن القص. ويتناول في الرواية عدة مستويات مختلفة من الواقع عند إدراجه إصدار الجزء الأول بداخلها ولاحقًا أبوكريفا الجزء الثاني. ودافع ثيربانتس على عدم العقلانية التي ظهرت في الجزء الأول مثل ظهور حمار سانشو من جديد بعد اختفاءه في ظروف غامضة جراء سرقته من قبل خينيس دي باسامونتي ومصير الأموال التي تم العثور عليها في حقيبة سفر في سييرا مورينا.
ولذلك، فإنه في الجزء الثاني أدرك كل من دون كيخوتي وسانشو شهرتهما بعد النجاح الباهر الذي حققته مبيعات الجزء الأول من مغامراتهما سويًا. وعلى خلفية ذلك، فإن بعضًا من الشخصيات التي تظهر تباعًا كان نتاج قراءة العمل والاعتراف بهم. وعلاوة على ذلك، فقد تنبأ ثيربانتس نفسه بإن عمله دون كيخوتي سيحقق نجاحًا باهرًا ويظهر أن الرواية بإمكانها أن تصبح من كلاسيكيات الأدب وأن شخصية النبيل دون كيخوتي ستتحول على مر العصور إلى رمزًا لمدينة لا مانتشا.
كان ثيربانتس متداخلًا في السرد، بوصفه راوي وشخصية داخل النص في آن واحد، ويشرح ما فُقد من النصوص الأصلية للرواية كمصدر أدبي نُسب إلى كاتب عربي مسلم يدعى سيدي حامد بن الجيلي من اختراع ثيربانتس نفسه، إلا أنه استطاع استعادته حتى يتمكن من طرحه للترجمة من جديد. وتبدأ الرواية بغرض دون كيخوتي المجدد وعودته إلى المغامرات وما يلزمها من تحضيرات. وأقنع جاره البسيط سانشو بانثا بمرافقته ليكون حاملًا للدرع ومساعدًا له مقابل تعيينه حاكمًا على جزيرة وبدوره يصدقه سانشو لسذاجته. وهذه الجزيرة هي هبة سيمنحها إياه بعض الدوق المهتمين بالسخرية من رفقيه بانثا والتي تحمل اسم باراتاريا. ويبرز سانشو ذكائه في حكمه للجزيرة وشخصيته المسالمة والبسيطة على حد سواء. ولذلك سوف يتخلى عن منصبه والذي يبدو فيه محاصرًا بالكثير من المخاطر، ومن قبل الدكتور بيدرو ريثيو دي تيرتافويرا والذي لا يتركه يأكل أي شيء. وفي آخر الرواية يعود دون كيخوتي إلى رشده، مريضًا ويموت من الحزن بين تعاطف ودموع الكل. وعندما تروى القصة، تتداخل بعض العناصر لصرف الانتباه عن الحبكة الأصلية. وتحل مكانها المحادثات الشيقة بين الفارس ورفقيه حامل درعه، والتي يظهر بها دون كيخوتي وهو يفقد مثالياته تدريجيًا، متاثرًا بسانشو بانثا. وبدأ في تغيير اسمه، مرورًا من كونه عبقريًا نبيلًا إلى عبقريًا فارسًا من فارس الظل الحزين إلى فارس لوس ليونس. وعلى العكس من ذلك، انتهح سانشو بانثا مثاليات سيده في سبيل هدف واحد منصب نحو كونه حاكم جزيرة. وفي 31 أكتوبر عام 1615، أهدى ثربانتس هذا الجزء مع روايته البيزنطية الأخيرة التي تحمل اسم أعمال بيرسيليس وسيخيسموندا لسيده السابق كونت ليموس السابع بيدرو فيرنانديث دي كاسترو وأندرادي.

## التفاعل النصي

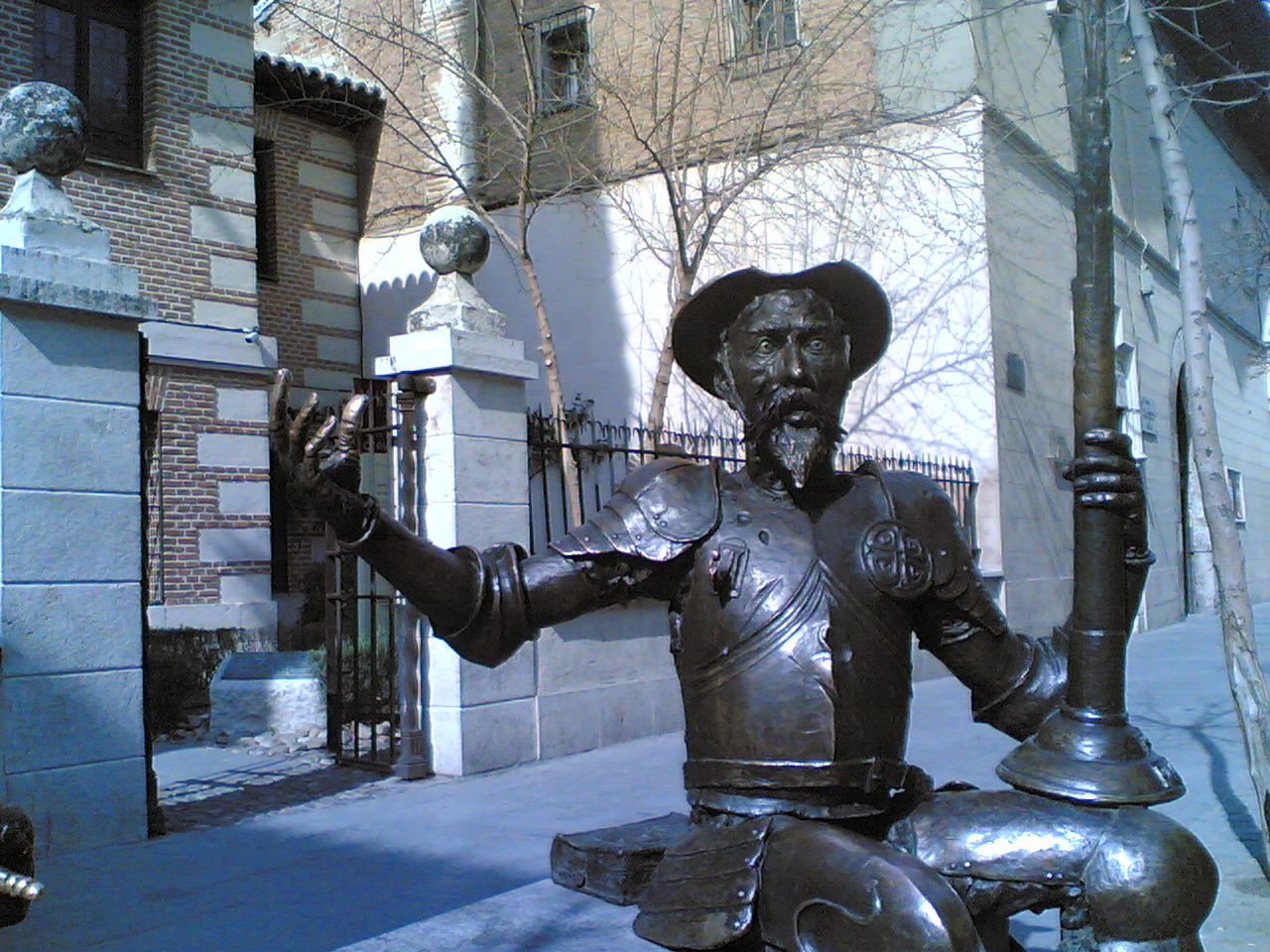
الاحتفاء بالذكرى المئوية الرابعة لدون كيخوتي أمام مسقط رأسه في ألكالا دي إيناريس.

لاقت رواية الكيخوتي، مثلها مثل العديد من الأعمال الكلاسيكية، نقدًا كثيرًا إضافة إلى العديد من التأويلات الأدبية. وعرض ميغيل دي ثيربانتس عام 1615 على لسان سانشو التقرير الأول عن انطباع القراء، ومن بينهم ظهرت العديد من الأراء التي تقول أنه شخص مجنون ولكنه مضحك؛ شجاع ولكنه سيئ الحظ؛ مهذب ولكنه وقح. ويحمل العمل في طياته الاتجاه الهزلي والجاد. ومع ذلك، فإن الرواية تم استقبالها في وقتها بوصفها كتاب ذو طابع ترفيهي، مثل كتاب مبهج مليء بالنكات ومحاكاة ساخرة لكتب الفروسية. وخلاصة القول، أن الكاتب أراد أن يقدم عملًا ذا بعد عميق قادرًا على عكس المجتمع وتصويره في ذلك الوقت جنبًا إلى جنب مع السلوك الإنساني.
وكانت أوروبا قد قرأت رواية دون كيخوتي باعتباره نص هجائي. فيما فضل الإنجليز ترجمتها عام 1612 على يد توماس شيلتون. وسلك الفرنسيون نفس الطريق وقاموا بترجمتها عام 1614 بفضل نسخة سيزار أودين، على الرغم من أن قصة الفضول الوقح قد تم ترجمتها في وقت سابق عام 1608. وبدأ الإيطاليون بترجمتها عام 1622؛ والألمان عام 1648 والهولنديون عام 1657 وكان ذلك في الإصدار المصحوب بصورة توضيحية.
وكان تفسير الرواية السائد في القرن الثامن عشر أنها عمل ذو طابع تعليمي: الكتاب هو عمل هجائي يبرز العديد من مساوئ المجتمع المختلفة، ويهدف في الوقت ذاته إلى تصحيح الذوق الذي دمرته كتب الفروسية. وجنبًا إلى جنب مع الأراء السابقة، ما زال البعض يرون أن الرواية ما هي إلا عمل ترفيهي يهدف للتسلية فقط ودون أي دلالة مؤثرة. وأسهم الإصدار المصحوب بصورة توضيحية إلى ظهور الطبعات النقدية الأولى للعمل، والأكثرها تميزًا والتي أغلبها لم يكن بالإسبانية بل كان بالإنجليزية، وقد أحرجت نسخة جون بول الرائعة كل الإسبان، والذين من المفترض أن يكونوا من مناصري ثيربانتس، الذين لم يتمكنوا من إظهار نسخة مماثلة لجودة الإنجليزية وبالمثل لم يستغلوا فرصة اقتناء النسخة الأصلية بين أيديهم. وأشارت المثالية الكلاسيكية الحديثة إلى العديد من مساوئ هذا العمل الروائي، وخصوصًا، توجهها بعكس اتجاه الذوق السليم، مثلما أردف بالنتين دي فوروندا؛ وبالمثل كانت عكس اتجاه أرثوذكسية الأسلوب الجيد. فيما أبرز كاتب الحركة الكلاسيكية الحديثة الإسباني دييجو كليمينثين هذا الجانب بشكل خاص في القرن التاسع عشر.
وسرعان ما بدأت القراءات المتعمقة والجادة للعمل في الظهور. وأكدت واحدة من القراءات الأكثر تشويقًا، والأقل تناولًا حتى الآن، أن رواية دون كيخوتي ما هي إلا محاكاة ساخرة للسيرة الذاتية المخطوطة يدويًا من قبل سان إجناثيو دي لويولا، والتي حاول اليسوعيون إخفاؤها. وفي عام 1675، اعتبر اليسوعي الفرنسي رينيه رابين أن دون كيخوتي تتضمن إهانة موجهة إلى دوق ليرما القوي. ووفقًا للقراءة المشار إليها، فإنه عندما ظهر بطل الرواية دون كيخوتي وهو يقاتل طواحين الهواء والأغنام، فإن ذلك كان بمثابة نقد لطريقة دوق ليرما في خفض قيمة عملتي الذهب والفضة مع إضافة عملة أخرى من النحاس، والتي عرفت من وقتها باسم عملة الطاحونة والصوف. وبالتالي كانت هجاءً موجهًا إلى القومية الإسبانية. وظهرت هذه القراءة، والتي جعلت من ثيربانتس شخصًا معاديًا لوطنه وصولًا إلى كونه ناقدًا للمثالية ولدوره العسكري، في آواخر القرن الثامن عشر في أعمال فولتير وهوراس ولپول وجورج غوردون بايرون. ويرى غوردون بايرون أن دون كيخوتي قد وجهت ضربة قاسمة للفروسية في إسبانيا، فيما حول هنري فيلدنغ، والد توم جونس، دون كيخوتي إلى رمزٍ للنبل ونموذجٍ رائعٍ من المفارقات السردية والرقابة على العادات الاجتماعية. وأعلنت المؤشرات الأولية لتيار الرومانسية بكل وضوح أنها تقترب من تغيير الذوق العام الذي من شأنه أن ينحي جانبًا الواقعية المبتذلة بمثالياتها ورغباتها. وكتب الأديب الإسباني خوسيه كادالسو في رسائله المغربية عام 1789 أنه يتضح في دون كيخوتي أن المعنى الحرفي شيء والحقيقي أمرٌ أخر مختلف كليًا.
وقد حاول تيار الرومانسية الألماني إيجاد المعنى الحقيقي للعمل. وأشار فريدريش شليجل في عمله إلى الموقع الرائد لدون كيخوتي في تتويج الفن الرومانسي في حواره مع الشعر عام 1800. وبعدها بعامين، قام الفيلسوف الألماني فريدريش شيلينج في عمله فلسفة الفن بتفسير المصطلحات الأكثر حداثة وتأثيرًا، معتمدًا على المواجهة بين المثالية والواقعية، والتي حولت دون كيخوتي إلى مقاتلًا تراجيديًا ضد الواقع الفظ والعدائي في دفاعه عن مثالية غير قابلة للتطبيق. وانطلاقًا من تلك اللحظة، ارتأى الرومانسيون الألمان مثل شيلينج وجان باول ولودفيغ تيك أن البطل في العمل ما هو إلا صورة بطولة مثيرة للشفقة. فيما أردف الشاعر هاينرش هاينه عام 1837 في مقدمة النسخة الألمانية من العمل في ذلك الوقت أنه قرأ دون كيخوتي بجدية تامة في أحد أركان حديقة بالاتينو دوسلدورف، وقد أضفى عليه طابعًا سوداويًا. وقد ساعدت دون كيخوتي بدلًا من كونها مصدرًا للضحك في الانتقال من الكتابة الملحمية الهزلية إلى الرواية الأكثر حزنًا. وأصبحت شخوص عمل ثيربانتس محل دراسة العديد من الفلاسفة مثل هيغل وشوبنهاور في مجالاتهم الميتافيزيقية.

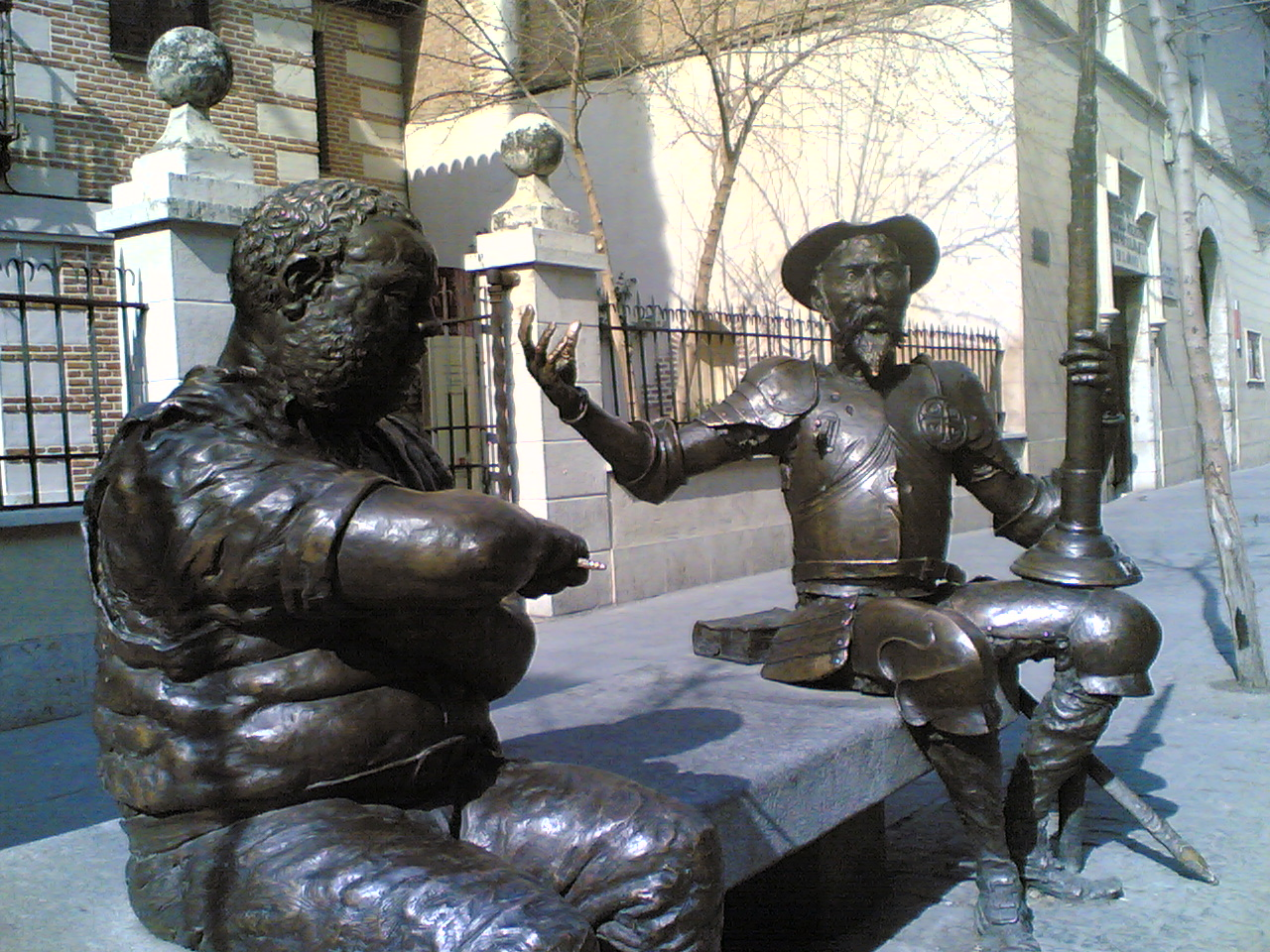
التماثيل البرونزية لدون كيخوتي وسانشو بانثا في ألكالا دي إيناريس مسقط رأس ثيربانتس.

وبدأ تيار الرومانسية في التفسير المجازي أو الرمزي للرواية، وانتقل إلى المستوى الثاني من القراءة الساخرة. ولم يرَ الشاعر الإنجليزي صامويل تايلر كولريدج ما حدث للفارس حتى مات مهمومًا وحزينًا أمرًا يدعو للاستمتاع. وكان دون كيخوتي على ما يبدو رمزًا جوهريًا حيًا للفكر والحس الأخلاقي، إلا أنه في الوقت ذاته كان محكومًا عليه بالفشل لغياب الفطرة السليمة. وأعرب الكاتب الإنجليزي وليم هازلت في تعليق له عام 1815 عن أن الشفقة والمشاعر غالبًا ما يظهرا متخفيين وراء مزحة حبكة العمل، وهو بدوره ما يؤدي إلى إثارة الضحك، غير أنه في الواقع يجب أن يثير البكاء. وامتد تفسير دون كيخوتي بالعمل ذي الطابع الحزين حتى مطلع القرن العشرين. وضمنها الشاعر النيكاراجواني روبين دارييو في عمله الابتهال إلى الله، والتي دعا فيها رب أرباب الأحزان والمنكوبين؛ وجعله أيضًا شخصية محورية تنتحر في قصته دون كيخوتي التي ألفها في نفس العام، وقد جسد فيها الحرب الأمريكية الإسبانية وهزيمة إسبانيا عام 1898. ولم يكن من الصعب أن يفضي التفسير الرومانسي للرواية في نهاية الأمر إلى وجه الشبه بين الشخصية ومؤلفها. وتمت قراءة المصاعب والمتاعب التي واجهت شخصية الكيخوتي على أنها استعارة لحياة ثيربانتس المتعثرة، وأن دون كيخوتي كان قناعًا يهدف إلى إظهار الشبه بين الشخصية ومؤلفها، حيث كانا عاجزين ومحبطين على حد سواء. فيما تخيل الشاعر والكاتب المسرحي الفرنسي ألفريد دي فيجن أن ثيربانتس كان يحتضر عندما أعلن عن رغبته في رسم صورة لفارس الظل الحزين بقلمه.
وخلال القرن التاسع عشر، تحولت الشخصية التي أبدعها ثيربانتس إلى رمز للخير والتضحية والتضامن والحماس. وقد مثلت شخصية الفاتح الراغب في سلك مسارات جديدة. وأشار الروائي الروسي إيفان تورغينيف في مقاله المميز هاملت ودون كيخوتي عام 1860، والذي قام فيه بعمل مواجهة بين الشخصيتين كنماذج إنسانية متباينة، إلى الشخصية المنفتحة والمتحررة في مواجهة الشخصية المكتئبة والمتأملة. ويجسد دون كيخوتي كل ما يتبع الأخلاقيات المسيحية بشكل تام، أكثر من كونه إيثارًا. ويرى كل من الكتاب الروس ليو تولستوي وألكسندر بوشكين ونيقولاي غوغول في شخصية دون كيخوتي بطلًا مدافعًا عن الحق بكل قوة ومرآة الشر في العالم.
وقبل أن يرفع الشاعر الإنجليزي -الأمريكي ويستن هيو أودن من شأن النبيل دون كيخوتي إلى مراتب القداسة، قارنه الكاتب الروسي فيودور دوستويفسكي مع يسوع المسيح، حتى يؤكد على أن «أفضل الشخصيات الجيدة في الأدب المسيحي على مر العصور هو وبدون شك دون كيخوتي».
ولم تكن سنوات أواخر القرن الثامن عشر وأوائل التاسع عشر في عصر الرومانسية هي فقط من قدمت نقدًا شديدًا لدون كيخوتي، بل كانت نقطة انطلاق لمجال الفكر السياسي أيضًا. وجاءت فكرة الفيلسوف الألماني يوهان جوتفريد هردر في أن الفن يعبر عن روح الشعب، والتي انتشرت بدورها في كل أوروبا ووجدت في أعمال بعض المؤلفين أمثال الإسكتلندي توماس كارليل والفرنسي هيبوليت تين، والذين ارتأيا أن رواية دون كيخوتي قد عكست قيم القومية التي تولدت بداخلها وتركت أثرًا لدى الشعب. ولكن ما هي هذه القيم؟ يرى الرومانسيون المحافظون أنها الامتناع عن التقدم والدفاع في وقت ما، إضافة إلى بعض القيم السامية التي عفا عنها الزمن وقيم الفروسية في القرون الوسطى والإمبراطورية الإسبانية تحت لواء الملك فيليب الثاني. بينما يرى الليبراليون أنها الصراع ضد تعنت الإمبراطورية الإسبانية القاتمة والتي لا مستقبل لها. واستمرت تلك القراءات السياسية بشكل قوي لعقود، حتى جاء النظام المنبثق من الحرب الأهلية الإسبانية وقد رجح كفة الأولى، مضفيًاصبغة قومية تقليدية.
واستعاد القرن العشرين التفسير الهزلي للرواية كالذي أردفه القراء الأوائل، ولكنه لم يتوقف عن التفسير المجازي لها. وازدادت القراءات التي لا معنى لها، إلا أن العديد من الكتاب قد تجاوز ذلك وأتخذ نهجًا خاصًا تجاه الأمر بداية من فرانس كافكا ومرورًا بخورخي لويس بورخيس حتى ميلان كونديرا. واخترع الأديب الألماني توماس مان على سبيل المثال في كتابه رحلته مع دون كيخوتي عام 1934 فارسًا مجردًا من المثاليات ومتهجمًا على الآخرين وشريرًا استنادًا إلى شهرته الكبيرة؛ أما الروسي فلاديمير نابوكوف فقد حاول وضع الأمور في نصابها الطبيعي في خطاباته الشهيرة والمثيرة للجدل.
وربما كانت المشكلة الرئيسية في أن رواية دون كيخوتي كانت تتألف من جزئين يصعب تقليصهما إلى طبعة واحدة تتفق في المغزى. وقد سبب المجنون الذي ظهر عام 1605 مع خوذته البالية من الورق المقوى الكثير من الضحك أكثر من التأوهات، ولكن الحكيم الذي ظهر عام 1615، والذي كان في حيرة من كثرة الأوهام التي تحاك ضده، طالب القارئ بتجاوز معنى كلماته ومغامراته والذهاب إلى ما هو أبعد من الكوميديا الأولية والدعابات. وتكثر التفسيرات الفلسفية والمدافعة عن العمل في القرن العشرين. وقد بدأت التفسيرات الخفية في ذلك القرن في أعمال نيكولاس دياث دي بينخومييا مثل مكتب بريد أوجاندا عام 1861 وبريد الكيفي عام 1866 ورسالة مارلين عام 1875. وقد تصدر بينخومييا سلسلة القراءات الانطباعية عن دون كيخوتي غير الواضحة تمامًا؛ وقد عرّف بطل رواية ثيربانتس على أنه مفكر جمهوري حر. وقد تبعه كل من بنينو باييول، والذي عُرف باسم بولينوس، وتيودوميرو إيبانيس وفيلينسيانو أورتيجا وأدولفو سالدياس وبالدوميرو بيليجاس. وفي عام 1967، أكدت الفرنسية دومينيك أوبيار أن رواية دون كيخوتي هي كتاب يمكن قراءته بالإسبانية والعبرية على حد سواء. وارتأت أن دون كيخوتي، والتي تعني بالآرامية الحقيقة، قد تم كتابتها في سياق الاهتمام المسكوني. وأنها كانت بمثابة تخليدًا لإسبانيا التي كانت ملتقى للأديان السماوية الثلاثة، وأن ثيربانتس كان قد اقترح مشروعًا مستقبليًا ثقافيًا شاملًا يرتكز على قوة الفعل.

## الواقعية فيدون كيخوتي

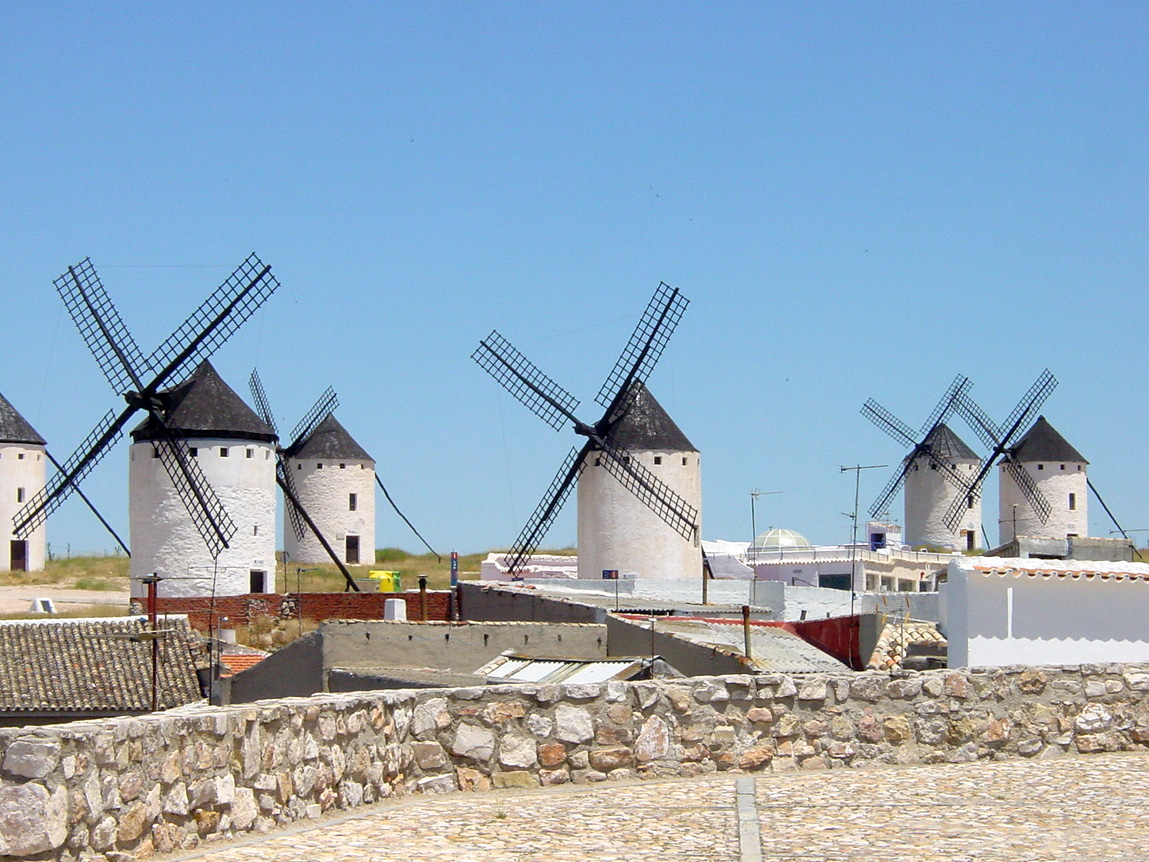
طواحين الهواء في كامبو دي كرايبتانا في لا مانتشا.

يفترض الجزء الأول إحراز تقدم ملحوظ في فن القص، مكونًا عنصرًا خيالًا من المستوى الثاني، حيث تؤثر الشخصية على مجرى الأحداث. وكان من المعتاد في كتب الفروسية أن يكون للحدث أهمية أكبر من الشخصيات ذاتها في ذلك الوقت. وأن الشخصيات كانت مدفوعة بعامل الرغبة الجمة، مع اعتمادهم على الحبكة، وهي سرد من المستوى الأول. ومع ذلك، فإن الأحداث تقدم متشابكة فيما بينها إلى حد ما، وتظهر بوصفها جزءًا لا يتجزأ من بنية متجانسة إلى حد ما ومتنوعة وأحيانًا تبدو متنافرة، ويمكن التعرف من خلالها على الفواصل التي يتم معالجتها وروايات النموذجية المدرجة والخطابات والقصائد... إلخ.
ويظهر الجزء الثاني أكثر باروكية، وقد حقق تقدمًا روائيًا أكثر مما أعتقده ثيربانتس نفسه بخصوص البنية السردية: تظهر الأحداث مدمجة بشكل أكثر وتتناول نوعًا من الخيال من المستوى الثالث. وظهر لأول مرة في تاريخ الرواية الأوروبية تحوير الشخصية للأحداث وفي نفس الوقت تتأثر بها في علاقة مترابطة فيما بينهما، حيث تتطور الشخصيات مع سير الأحداث ولا يسيرون على نفس النهج منذ بداية الحدث حتى نهايته، حيث التغيير الجذري من البداية إلى النهاية.
وتطل رواية دون كيخوتي كأول رواية واقعية حقيقية، ويصحبها تأكيد فكرة عدم وجود أبطال، وتم برهنة ذلك عند عودة البطل دون كيخوتي إلى قريته، والذي لم يكن بطلًا في الواقع. وكانت هذه الفكرة اليائسة مشابهة إلى حد كبير إلى العدمية من قبل واحد من مناصري كتابات ثيربانتس فيودور دوستويفسكي، والذي قتل بالنهاية شخصية ألونسو كيخانو، المعروف بكنية الجيد.

## الموضوع

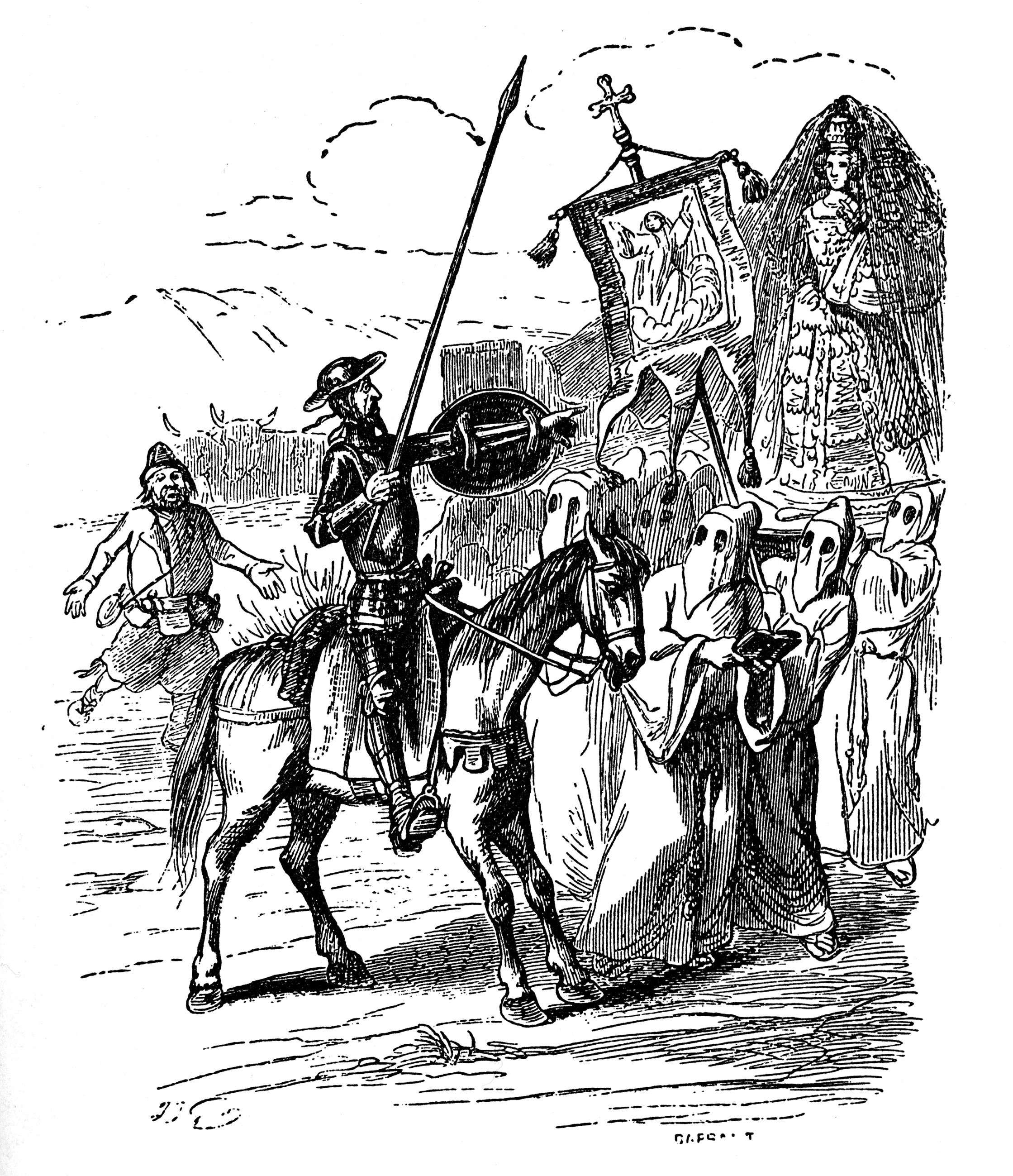
دون كيخوتي عام 1848.

ويعد الثراء المعلوماتي للرواية موضوعًا لا ينضب، حيث افترضت إعادة كتابة وإعادة خلق أو تسليط نظرة العالم نحو مشاهد ذلك العصر. ومع ذلك، فقد أمكن استخلاص بعض المبادئ التوجيهية الأساسية التي بدورها يمكن أن توجه القارئ. ويدور موضوع الرواية حول إمكانية إيجاد المثاليات في العالم الواقعي. ويرتبط موضوع العمل الأساسي بمبدأ أخلاقي وثيق الصلة بالحرية في الحياة البشرية، وهي النقطة التي تناولها لويس روساليس في دراسته. وعانى ثيربانتس من السجن لفترات طويلة في حياته وحارب من أجل الحصول أوروبا على حريتها في صراعها مع الإمبراطورية العثمانية. وكانت التساؤلات المطروحة: لماذا يجب أن يحتفظ الإنسان بثابته على أرض الواقع؟ وما هي الفكرة المصاغة من خلال ممارسة الحرية؟ وهل نستطيع أن نغير العالم أم أنه هو الذي سيغيرنا؟ وما هو الأكثر تعقلًا والأقل جنونًا؟ وهل من المبادئ الأخلاقية محاولة تغيير العالم؟ وهل تواجد الأبطال أمرًا ممكنًا؟ ومن منظور موضوع العمل الأساسي المرتبط بشكل وثيق مع موضوع الجنون، ذي المظهر الباروكي والواقع، والذي يستخلص من الموضوعات الثانوية الأخرى:
- المثالية الأدبية: يعد النقد الأدبي موضوعًا راسخًا في كل أعمال ثيربانتس، حيث يوجه النقد لكتب الفروسية والروايات الرعوية والصيغة المسرحية الجديدة المبتكرة من قبل لوبي دي بيجا.
- مثالية الحب: لم يصلا إليها الشريكان الرئيسيان بالرواية دون كيخوتي ودولثينيا، وهو ما أدى بدوره إلى ظهور العديد من قصص الحب المختلفة (بين الشباب على وجه الخصوص)، فيما ارتبطت بعض القصص البائسة من تصورات الحياة بمبدأ الحرية (كما في حالة مارثيلا وجريسوتومو) أو بسبب مرضية انعدام الأمان (رواية مدرجة في الفضولي الوقح)؛ وهناك البعض الآخر الذي أرادها سعيدة مثل (باسيليو وكيتيريا في أفراح كاماتشو)، إضافة إلى ظهور موضوع الغيرة، الذي يعده ثيربانتس أمرًا هامًا في أعماله.
- السياسي المثالي: ظهرت اليوتوبيا في بعض الأجزاء مثل حكم سانشو لجزيرة باراتاريا مع أحلام اليقظة الخيالية من قبل دون كيخوتي في كهف مونتيسينوس.
- مثالية العدالة: كما ظهرت في مغامرات أندريسييو والعبيد.

## الأصالة
تعد رواية دون كيخوتي دي لا مانتشا، والتي كتبت بين عامي (1605 - 1615)، واحدة من بين أفضل الأعمال الروائية المكتوبة في العالم وقد اعتبرها الكثير من النقاد بمثابة أول رواية أوروبية حديثة وقمة الأعمال الروائية التي يسيطر عليها طابع الدعابة. إضافة إلى كونها نقطة انطلاق النوع الأدبي للرواية الحديثة المسمى بالرواية متعددة الألحان، والتي أظهرت تأثيرًا كبيرًا على الأعمال الروائية الأوروبية التي تلتها في وقت لاحق.
وقدمت الرواية في المقام الأول نموذجًا من تيار الواقعية الأدبية، مختبرًا ومكتملًا قد بدأ مع الأدب الإسباني في العصور الوسطى في محاكاة ساخرة حقيقية لجميع الأنواع الأدبية مع النقد الاجتماعي والتركيز على القيم النفسية والمادية الوصفية. فيما قدمت في المقام الثاني الرواية متعددة الألحان، وهي الرواية التي تفسر الواقع من عدة وجهات نظر متراكبة في آن واحد، ولا تعتمد فحسب على وجهة نظر وحيدة. ويصبح الواقع بداخلها أمرًا معقدًا للغاية، ولا يحاول فقط إعادة إنتاجها ولكنه يهدف إلى استبدالها داخل محيطها الأدبي، حيث تطيل السرد أكثر مما هو معتاد وتصبح الرواية عملًا كونيًا. وكانت الرواية الحديثة التي صورها ثيربانتس مزيجًا بين كل شيء، وكما أكدها هو نفسه على لسان الكاهن، أنها كتابة غير مشروطة تمكن الفنان من إظهار كل ما هو ملحمي وغنائي وتراجيدي وكوميدي ونثري وشعري وحواري وخطابي وخرافي وفلسفي وأسطوري في محاكاة ساخرة لهم جميعًا.

## التقنيات السردية

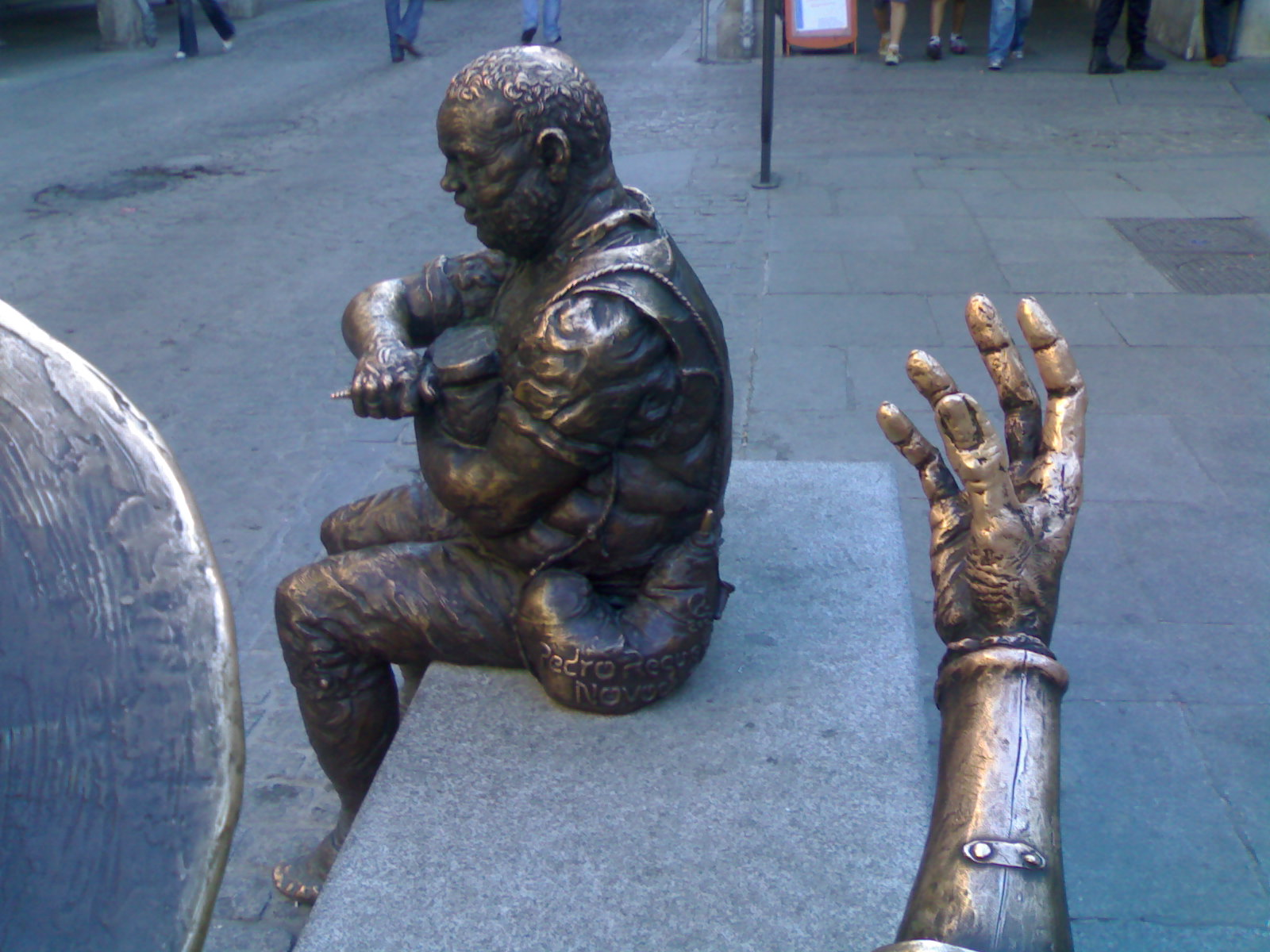
التناقض بين الشخصيات بغية مساعدة كل منهما للآخر في إقامة حوار قائم على الاستماع والاستيعاب، يساعد شخصياتهما على التطور في الشكل والمضمون وتعدد وجهات النظر، حيث انتهج دون كيخوتي مسار رفيقه سانشو وبدأ يفقد مثالياته تدريجيًا، وعلى العكس من ذلك، اقتبس سانشو بانثا من مثاليات سيده وتأثر بها.

كان يمكن كتابة الملحمة بالأسلوب النثري في عهد ثيربانتس. واستخدم ثيربانتس العديد من التقنيات السردية في هذه الرواية: مثل التلخيص الصحفي للأحداث من وقت لآخر، حتى لا يضيع الكاتب وسط السرد الطويل للرواية؛ التناقض بين كل ما هو مثالي وحقيقي على كل المستويات، حيث يظهر الأسلوب ممزوجًا في بعض الأحيان بالعناصر البلاغية وأحيانًا أخرى يبدو متقيدًا بشكل صارم بمحاكاة اللغة الشعبية؛ وظهر التناقض بين الشخصيات وبعضها والتي يفضلها ثيربانتس جمعهما في مجموعات ثنائية، بغية مساعدة كل منهما للآخر في إقامة حوار قائم على الاستماع والاستيعاب، يساعد شخصياتهما على التطور في الشكل والمضمون وتعدد وجهات النظر، حيث تبدأ الرواية من جانب وتنهيه على الجانب الآخر؛ حيث انتهج دون كيخوتي مسار رفيقه سانشو وبدأ يفقد مثالياته تدريجيًا، وعلى العكس من ذلك، اقتبس سانشو بانثا من مثاليات سيده وتأثر بها. ولو كان البطل مولعًا بإن يكون فارسًا متجولًا، فإن سانشو يفكر في اتجاه واحد وهو أن يكون حاكم جزيرة. وكلاهما كان مخدوعًا في الأمر، حيث ظهر دون كيخوتي أكثر وعيًا بما هو مسرحي وما هو مظهري في تصرفاته.
كانت الدعابة أمرًا ثابتًا في الرواية، وهي دعابة من نوع خاص، قائمة على احترام الكرامة الإنسانية للشخصيات. وكانت نقطة الطباق السردي الأولى هي بنية العمل حيث تتوالى الأحداث وتتشابك باستمرار في علاقة ترابطية بينهما. ويأتي عنصر التشويق كنوعًا من خلق الألغاز داخل السرد، والذي يجذب بدوره اهتمام القارئ حتى يتوصل إلى منطقية الأحداث، ثم تتبعها أخرى حتى الوصول إلى النهاية. فيما تقدم المحاكاة الساخرة اللغوية والأدبية واللغات والأدوار الاجتماعية كوسيلة تهدف إلى المزج بين وجهات النظر حتى الوصول إلى نفس الرؤية المشوشة التي تستفيض في تفسير الواقع.
وتظهر بوضوح شفهية لغة ثيربانتس وبعض أثار الكتابة المسرحية الناتجة عن ولعه الشديد بها، والتي بدورها ساعدت القارئ على اقترابه بشكل غير عادي من شخوص العمل ومن الواقعية التي تسهل التعرف على هويتهم والاشتراك معهم في بعض الأحيان. واستخدم ثيربانتس بعض الحيل الميتا خيالية بغية إخفاء شخصية كاتب النص عن طريق الاستعانة ببعض الوسطاء الروائيين حتى يضفي طابع واقعي على العمل ويقلل الجانب الأدبي لتظهر شخوص العمل بشكل مثالي.

## أثر الكيخوتي على السرد الإسباني
على الرغم من التأثير الجلي لرواية دون كيخوتي على تقنيات ومخرجات الأنواع الروائية التالية لها، إلا أن أوجه التشابه ظهرت بطريقة ملحوظة في بعض أعمال القرنين الثامن عشر والتاسع عشر الأوربية. وتم الزعم بإن كل رواية تبعت الكيخوتي ما هي إلى إعادة صياغة لها أو لمحتوها بشكل ضمني. وعلى سبيل المثال، أكد جيم تومسون، كاتب الروايات البوليسية الأمريكي وواحد من قراء دون كيخوتي، أنه يوجد بالفعل العديد من البنيات الروائية ولكن الموضوع واحد: «الأمور ليست كما تبدو للعيان». وهذا أمر تختص به كتابات ثيربانتس التي تتميز بالمستويات السردية للأحداث.
وعلى النقيض من ذلك في إسبانيا، لم يحرز ثيربانتس تقدمًا في حشد أتباع له قادرين على إتباع نهجه باستثناء الكاتبة ماريا دي ثاياس من العصر الذهبي الإسباني في القرن السابع عشر والروائي خوسيه فرانثيسكو دي إيسلا في القرن الثامن عشر. وعانى النوع السردي من تراجع كبير نتيجة تداخل عناصر وعظية خارجية والمنافسة التي شاركت بها بداعٍ التسلية في مجابهة مسرح الباروك.
عاد ثيربانتس بوصفه نموذجًا روائيًا يحتذى به في إسبانيا مع ظهور تيار الواقعية. وكان بينيتو بيريث جالدوس، والذي عرف فصولًا كاملة من الكيخوتي، مثالًا بارزًا على ذلك مع غزارة إنتاجه الأدبي الروائي. وتزامنًا مع ذلك، فإن الإنتاج الروائي قد أسهم في زيادة التراجم والدراسات النقدية، وهو بدوره ما أدى إلى رفع محتوى فروع دراسية بأكملها مثل دراسات فقه اللغة الإسباني، وتأثير ثيربانتس الوطني والدولي.

## على نهج الكيخوتي
إضافة إلى الجزء الثاني الذي كتبه الإسباني ألونسو فرنانديث دي أبيليانيدا الذي انتحل دور المؤلف عام 1614، كان هناك العديد من الطبعات التي سلكت نفس نهج الكيخوتي. وظهرت الطبعات الثلاثة الأوائل من قبل الكتاب الفرنسيين فرانسوا فيليو سانت مارتن وروبرت شال وقصة الفارس المثير للإعجاب دون كيخوتي دي لا مانتشا، من جزئين عام 1677 وأخرى مجهولة المؤلف تحمل عنوان استمرارية جديدة وحقيقية لقصة ومغامرات الفارس الذي لا مثيل له دون كيخوتي دي لا مانتشا، وتم نشرها في ست مجلدات في الفترة من 1722 إلى 1726.
وظهر في القرن الثامن عشر عملان آخران يعدان بمثابة استكمال للرواية الإسبانية، والذين يتناولان ماذا حدث بعد وفاة دون كيخوتي وهما إضافات لقصة العبقري النبيل دون كيخوتي دي لا مانتشا لخاثينتو ماريا ديلجادو وقصة سانشو بانثا حامل الدرع الأكثر شهرة من جزئين تم نشرها بين عامي 1793 1798 لبيدرو جاتي إيه كارنيثير.
في عام 1886، نشر لويس أتيرو إيه بيمينتيل في هافانا ملامح فروسية أو المغامرات الجديدة لدون كيخوتي دي لا مانتشا، وتدور أحداثها في كوبا في نهاية القرن التاسع عشر. وفي القرن العشرين ظهرت روايات أخرى متعددة تسير على النهج ذاته، ومنها واحدة ذات طابع فكاهي وهي الخروج الثالث للفارس الشجاع دون كيخوتي دي لا مانتشا: الجزء الثالث من عمل ثيربانتس الروائي، وكتبها أنطونيو ليديسما إيرنانديث في برشلونة عام 1905. ونشر خوسيه كامون أثنار الراعي كيخوطتيث في مدريد عام 1969، ورواية عند وفاة دون كيخوتي للكاتب الإسباني أندريس ترابييو عام 2004. وكما انتهجت بعض أعمال الكتاب الإسبان ما كتب ثيربانتس في رائعته الكيخوتي، قام كتاب أمريكا اللاتينية بمحاكاتهم، حيث ظهرت الفصول التي نساها ثيربانتس لخوان مونتالبو عام 1895؛ ودون كيخوتي في أمريكا أو الخروج الرابع للعبقري النبيل دي لا مانتشا لدون توليو فيبريس كورديرو عام 1905، والطبعة التكارية التي ظهرت في جامعة لوس أنديس عام 2005.

## دون كيخوتي في العالم العربي

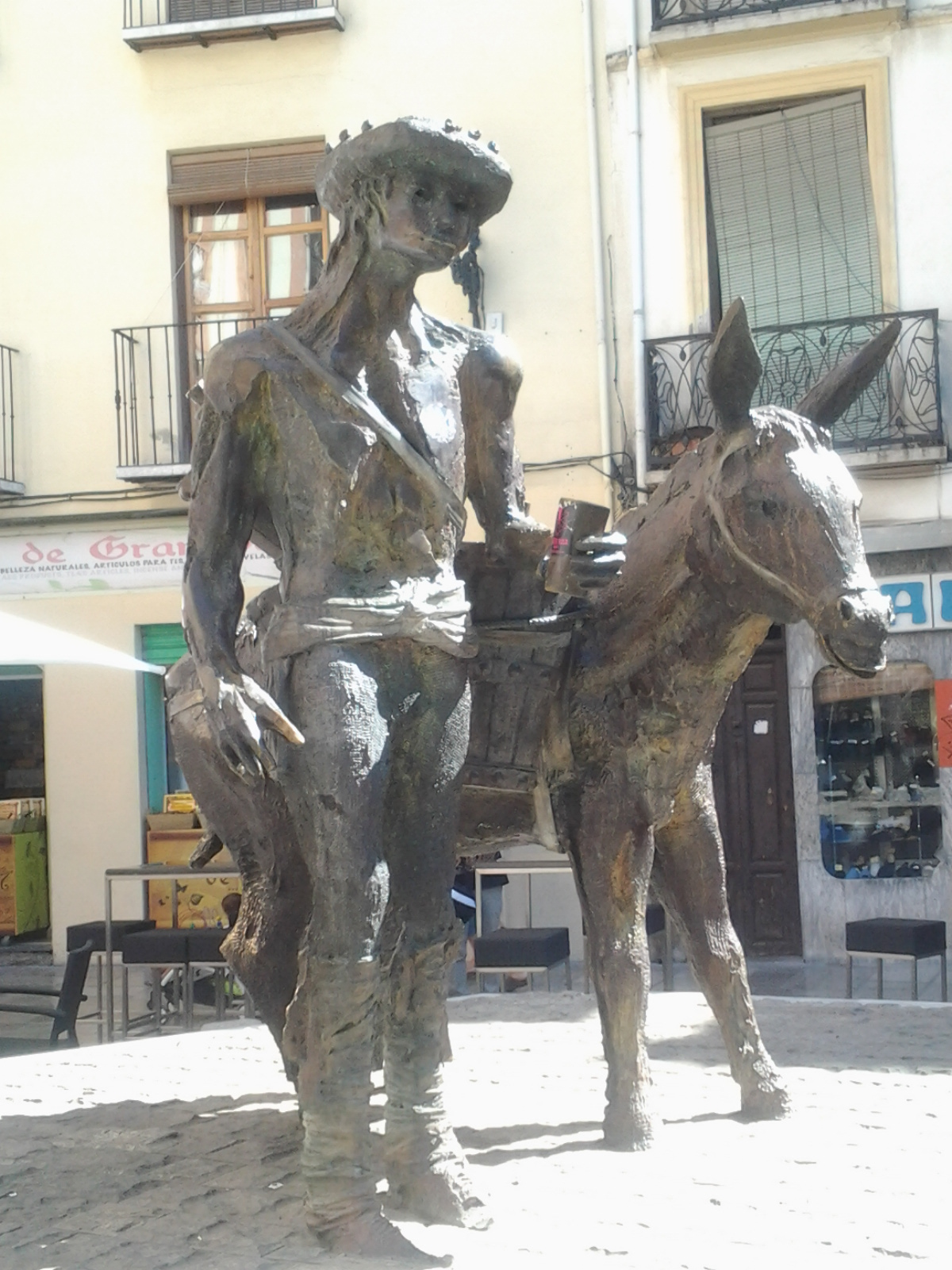
تمثال لدون كيخوتي وحماره في مدينة غرناطة بإسبانيا.

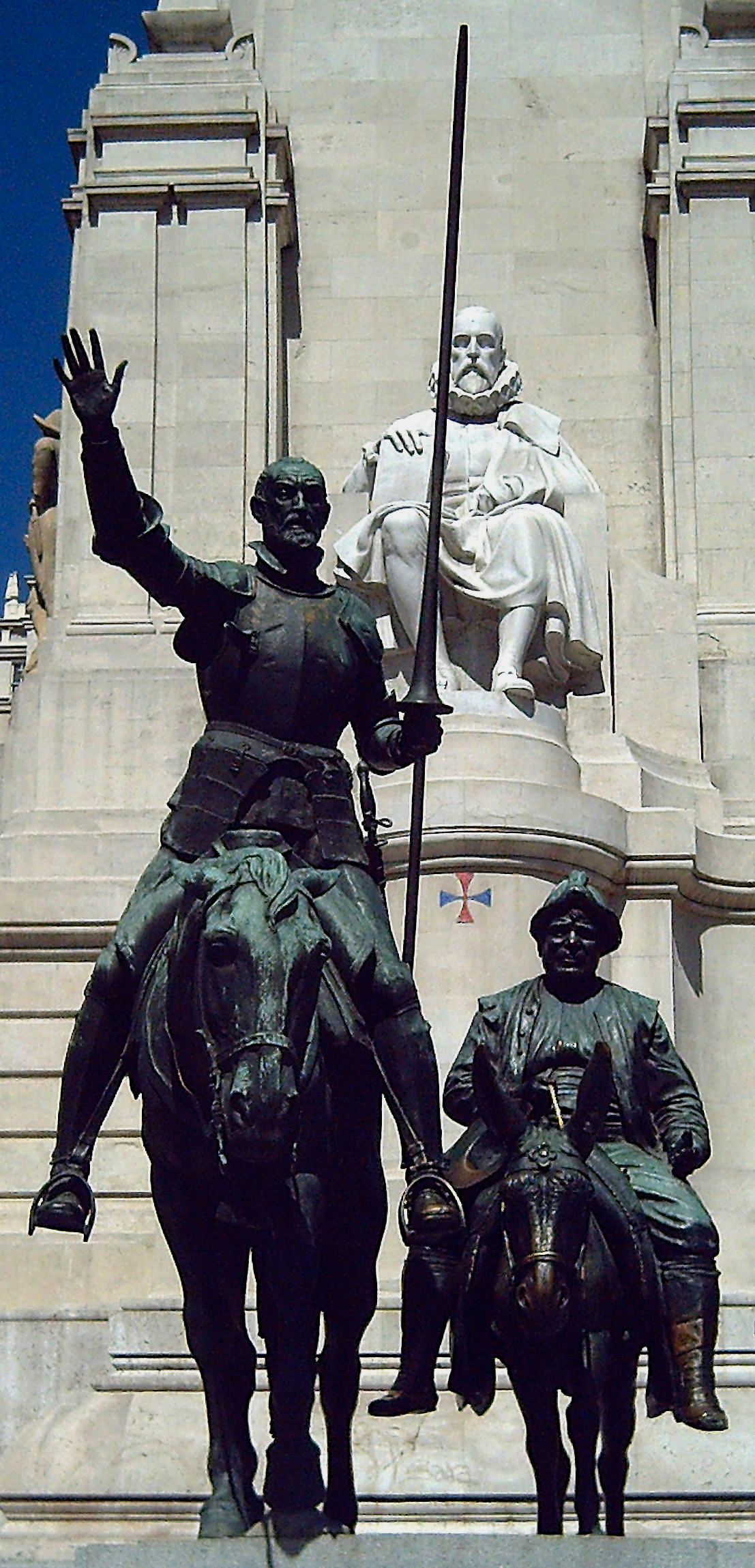
التماثيل البرونزية لكل من دون كيخوتي وسانشو بانثا من قبل النحات لورينثو كويليه فاليرا بين عامي 1925 و1930.

يعد حضور شخصية ثيربانتس دون كيخوطي في المخيلة العربية المعاصرة وخصوصًا في إنتاجها الأدبي أمرًا اعتياديًا للغاية. ويلفظ اسم دون كيخوتي بالعربية دون كيشوت أو دون كيخوت أو ضون كيخوتي وأحيانًا يلفظ كما يلفظ بالإسبانية. وكثيرًا ما يشار إلى ذلك بشيء يدعو إلى التناقض الظاهري نتيجة نشر الترجمات العربية الأولى للعمل في خمسينات وستينات القرن العشرين.
ظهرت في الجزائر ترجمة جزئية عن اللغة الفرنسية لرواية دون كيشوت عام 1898؛ كما صدرت في القاهرة عن المطبعة السلفية عام 1923 ترجمة موجزة لها بقلم العراقي عبد القادر رشيد، وكانت بمثابة أول طبعة موجزة في وتم نقلها عن الكتب الفرنسية. وبمناسبة الذكرى المئوية الرابعة لميلاد ثيربانتس، قام اللبنانيان المتخصصان بالدراسات الإسبانية نجيب أبو ملحم وموسى عبود عام 1947 في تطوان: عاصمة المغرب الإسبانية آنذاك بنشر أول عملًا أدبيًا مسهبًا باللغة العربية حول الكاتب تحت عنوان ثيربانتس.. أمير الآداب الإسبانية، وهو مقال جاء في أكثر من أربعمائة صفحة، والذي أثار بدوره اهتمام الأوساط الأدبية والفكرية وعهد القسم العربي في منظمة اليونسكو، إلى الكاتبين بترجمة دون كيخوتي. وبدأت الترجمة المشار إليها بالفعل، لكنها، ولأسباب غير معروفة، لم تصل إلى النشر. وبين عامي 1951 و1966، قام التهامي الوزاني بتعريب الفصول الثمانية الأولى تحت عنوان النابغة المغوار دون كيخوتيه دي لا مانشا، فُترجمت لفظة الكيخوتي بحرف الخاء بدلًا من الشين، التي كانت سائدة بسبب الترجمة عن الفرنسية، وقام بنشرها في جريدتي الريف وبريد الصباح، وقام بطبع جزء منها عام 1959، وتم نقلها مباشرة عن الإسبانية. وحصل الوزاني على سلسلة من الصور البديعة توضح الأماكن التي سلكها دون كيخوتي من وضع الرسام كارلوس باثكيث. وقام بعدها بالعمل على نسخة نقدية من ستة أجزاء حققها فرانثيسكو رودريجيث مارين، وصدرت في مدريد ما بين عامي 1916 و1917. وفي عام 1957، صدرت ترجمة الجزء الأول عن مكتبة الأنجلو المصرية، أنجزها الدكتور عبد العزيز الأهواني وراجعها الدكتور حسن مؤنس وصدرت في ثلاثمائة واثنتين وخمسين صفحة كانت محصلة الجزء الأول دون الثاني.
وكان لعمل أبو ملحم وعبود حول ثيربانتس أثرًا بالغًا في إثارة اهتمام المثقفين العرب بروايته، والذين قاموا بقراءتها عن طريق طبعات بلغات أخرى، ذلك حتى عام 1956، حين نُشرت في القاهرة، ترجمة الجزء الأول من دون كيخوتي. ولكن كان يتوجب الانتظار حتى عام 1965، حيث قام عالم بالدراسات الإسبانية عبد الرحمن بدوي بترجمتها كاملة إلى العربية، وكانت ترجمة بدوي كلاسيكية إلى حد ما، إلا إنها كانت الأكثر قراءة حتى ظهور ترجمتي المتخصص بالدراسات الإسبانية سليمان العطار في القاهرة عام 2002، ورفعت عطفة عام 2004 بدمشق.
وقبل ترجمة العمل، كانت الرواية مقصدًا للعديد من الدراسات النقدية، بعيدًا عن ما تم ذكره عن أبو ملحم وعبود، والذين أسهما في إثارة الاهتمام الأدبي بشخصية دون كيخوتي. والتي كانت مدمجة تمامًا في المخيلة العربية: حيث ارتأى الكثيرون أن الكيخوتي ما هو إلا رمز للتطور المعاصر للشعوب العربية، التي تتميز بالمثالية والبلاغة، إلا أنه في الوقت نفسه كان عاجزًا عن مواجهة القوة الساحقة للواقع. وظهرت إشارات للكيخوتي بشكل متكرر في أعمال بعض الكتاب والشعراء مثل نزار قباني ونجيب سرور ويوسف الخال ومحمود درويش وآسيا جبار وبدر شاكر السياب وجمال الغيطاني من بين آخرين.
ومن ناحية أخرى، فإن الكيخوتي شأنها شأن أعمال ثيربانتس الأخرى كان محط اهتمام خاص ودراسة نتيجة إشاراتها إلى الإسلام والموريسكيين، والتي كانت أكثر وضوحًا للقراء المسلمين العرب.

## إصدارات الكيخوتي

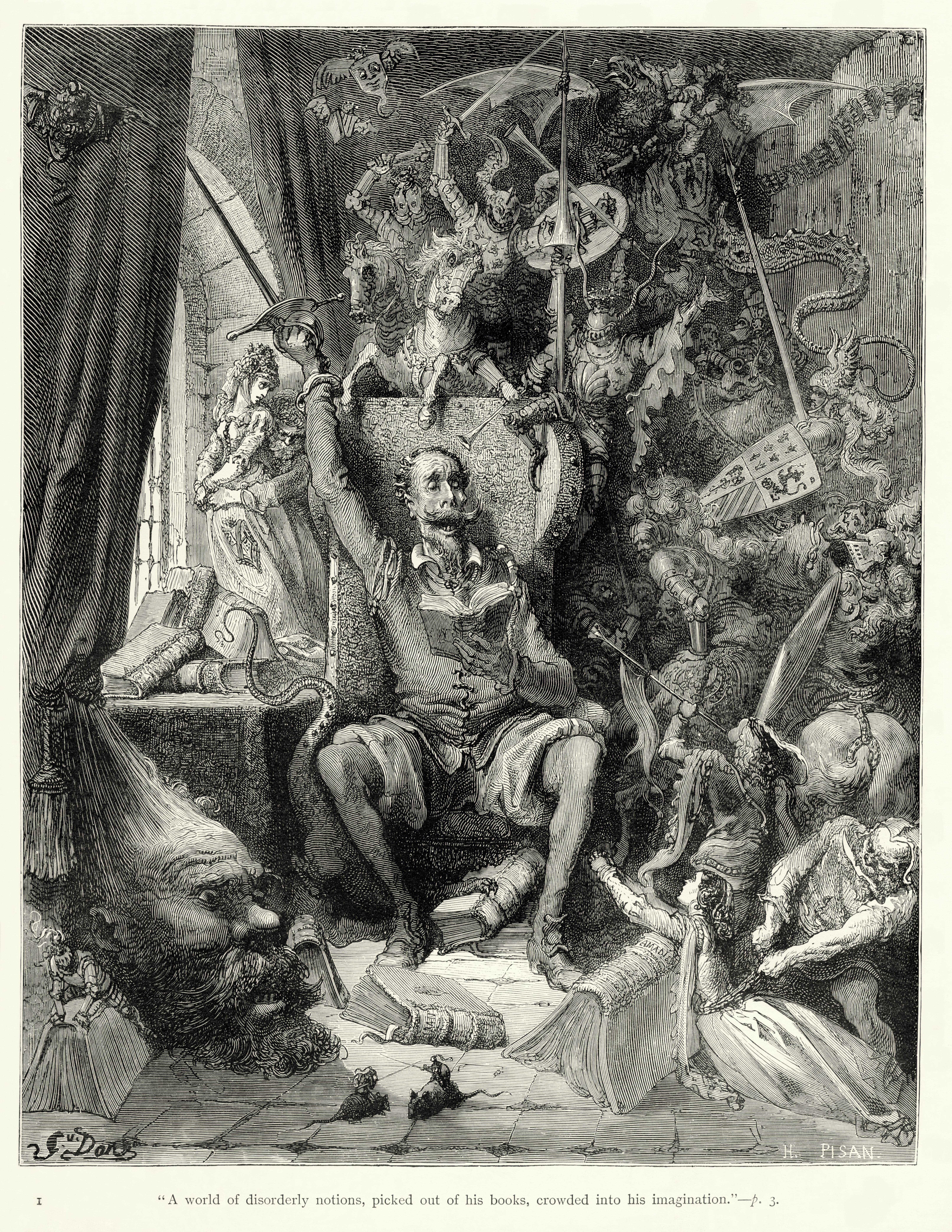
واحدة من العديد من الرسوم التوضيحية للفنان جوستاب دوريه لدون كيخوتي.

اندثرت إصدارت رائعة العصر الذهبي الإسباني رواية دون كيخوتي حتى عصر التنوير، باستثناء طبعة بروكسل لروجور فيلبيس، الجزء الأول عام 1607. واعُتبرت كل من دون كيخوتي في القرن الثامن عشر وحياة وأفعال العبقري النبيل دون كيخوتي دي لا مانتشا، والتي تم نشرها في لندن عام 1738 من قبل لورد كارتيريت، الذي أهداها إلى دوقة مونتايجو زوجة الإمبراطور الإسباني خلال عهد جورج الثاني ملك بريطانيا العظمى. ويعود النص إلى واحد من مناصري ثيربانتس وهو اليهودي السفاردي المقيم في لندن بيدرو بينيدا. وكان عملًا نقديًا وتعليمًا في عصر التنوير، وقام جريجوريو مايناس وسيسكو بتضمين سيرة حياة ثيربانتس بداخلها، حيث تعد أول سيرة ذاتية لمؤلف العمل. وقامت الأكاديمية الملكية الإسبانية بإصدار نسخة أخرى من أربع مجلدات عام 1780، وقامت بعمل بعض التعديلات والتصحيحات، وقام الناشرين بتضمين مقدمة نقدية عن العمل مصحوبصا بسيرة الكاتب الذاتية ومقالًا عن الرواية وتحليلًا للكيخوتي، وهو التفسير الكلاسيكي الذي يحمل في طياته وجهتي نظر؛ الأولى وفقًا للتقاليد الأدبية والثانية وفقًا للنظرة العالمية مع دراسة التسلسل الزمني التاريخي لمغامرات دون كيخوتي، إضافة إلى سلسلة من النقوش وخريطة إسبانيا لتوضيح مسار رحلة دون كيخوتي. وصحح بيثنتي دي لوس ريوس، المسؤول الرئيسي عن طبعة الأكاديمية الملكية الإسبانية الأخطاء النصية في الطبعات السابقة. فيما قام الإنجليزي جون بول بفحص النص بعناية وقام بتنقيحه من الأخطاء في إصداره عام 1781، والذي كان مرجعًا تعليمًا تفوق على ما سبقه من إصدارات. كان بول الأول في ملاحظة أن هناك نسختين للعمل عام 1605. واستغل من خلفه من الناشرين مرجعه التعليمي وجهده السخي. فقام خوان أنطونيو بيليسير في الفترة ما بين عامي 1797 و1798 بإصدار خمسة مجلدات مع عدة إشارات إلى المتغيرات النصية. ومن جانب آخر قام أجوستين غارثيا أريتا بنشر مجموعة من الأعمال المختارة لثيربانتس في عشر مجلدات في باريس، في المكتبة الإسبانية- الفرنسية عام 1826. وقام فيرمين ديدوت بإعادة طباعتها عام 1826. واشتمل إنتاجه على رواية الكيخوتي من المجلد الأول حتى السادس ثم الروايات النموذجية من المجلد السابع حتى التاسع والأعمال المسرحية في المجلد العاشر.
وفي القرن التاسع عشر، ظهرت طبعة دييجو كليمينثين، في ستة ومجلدات بين أعوام 1833 و1839. وكان إصدار خوان أوخينيو هارتثينبوش عام 1863 في أربعة مجلدات وأخرى تحمل اسم أعمال كاملة لميغيل دي ثيربانتس في العام ذاته، والتي صدرت في مدريد. وأضاف لها هارتثينبوش مجموعة من الملاحظات كان بصدد نشرها في للطبعة الثانية التي لم يتمكن من إصدارها، إلا أنها طُبعت تحت عنوان 1633 ملاحظة لخوان أوخينيو هارتثينبوش  للعبقري النبيل دون كيخوتي دي لا مانشا، والتي نشرت في برشلونة عام 1874 من قبل نارثيسو راميريث.
في أواخر القرن التاسع عشر، أعد كليمنتي كورتيخون نسخة من العمل، والتي من المحتمل أن تكون أول عمل نقدي للعمل تم جمعها من ما لا يقل عن ستة وعشرين طبعة مختلفة، إلا أن المؤلف توفي عام 1911 دون أن يكمل العمل، إلا أن كلا من خوان خيبانيل وخوان سونيي بيناخيس قاما بإكمال الجزء الأخير الذي نُشر في ستة مجلدات في برشلونة ما بين أعوام 1905 و1913. ولكن في الوقت ذاته اشتمل العمل على بعض العيوب الناتجة عن تحامل المؤلف على مناصري ثيربانتس السابقين أمثال كورتيخون مع توضيح القليل فقط من المعايير الفقهية للغة. وتم تجنب استخدام النسخة في الاستشهاد بعض التضاربات التي اشتملت عليها الملاحظات والقراءات غير المبررة التي جلبت بدورها العديد من الأخطاء مع النقص العام للشرح والتفسيرات الخاصة بها. جاءت بعد ذلك طبعة فرانثيسكو رودريجيث مارين، التي استعان بها منهجية الوضعية، حيث ظهرت كل طبعة أفضل من سابقتها بداية من الكلاسيكية قراءة في ثمانٍ مجلدات من 1911 إلى 1913 ثم الطبعة النقدية في ستة مجلدات من 1916 إلى 1917 والطبعة النقدية الجديدة في ستة مجلدات أيضًا من 1927 إلى 1928. وتم إعادة إصدار الطبعة النقدية الجديدة مع بعض التصويبات وإضافة ملاحظات جديدة في عشر مجلدات بدءًا من عام 1947 حتى 1949 تحت عنوان الطبعة النقدية الجديدة مع تعليق منقح ومحسن مع إضافة أكثر من ألف ملاحظة جديدة؛ إلا أنها في الوقت نفسه كانت تعاني من كوابح منهجية الوضعية من حيث تشديدها المفرط على استخدام المعلومات الوثائقية، كما أن المؤلف يفتقر إلى التكوين اللغوي، لم تكن طبعات نقدية في الواقع، ولم يتم صقل النص بعمل مقارنات مع النسخ السابقة المصرح بها ولم يشر إلى التغييرات التي حدثت في النص؛ واحتفظ إصدار الأمريكي رودولف شيفل والإسباني أدولفو بونيا وسان مارتين في الفترة ما بين أعوام 1914 إلى 1941 بالعناصر الفقهية اللغوية المناسبة، إلا أن نسخة الإسباني مارتين دي ريكير تعد بمثابة رائعة من كاتب ينتمي إلى تيار الإنسانية وفي الوقت ذاته كان خبيرًا بحياة الفروسية في القرون الوسطى؛ أما النسخة التي أصدرها معهد ثيربانتس الإسباني بالاشتراك مع فريق قاده فرانثيسكو ريكو في الفترة ما بين 1998 حتى 2004 تعد الأخيرة والأكثر مصداقية حيث توفرت المصادر المستخدمة لصقل النص والتعليق عليه. وتعد هذه الطبعة هي الأهم بين العديد من الطبعات للإسباني إميليو باسكوال عام 1975 والأرجنتيني خوان باوتيستا أبالي أرثي عام 1979 وجون جاي ألين عام 1984 والإسباني بيثنتي جاوس عام 1987 ولويس أندريس عام 1988 والإسباني فلورنسيو سيبيلا أرويو عام 2001.
وفي عام 1987، نُشرت نسخة مصورة من العمل من قبل أنطونيو ساورا، تشتمل على مائة وخمسة وتسعين صورة. وفي احتفالية الذكرى المئوية الرابعة لظهور الكيخوتي عام 2005 التي أقامتها الأكاديمية الملكية الإسبانية بالتعاون مع رابطة أكاديميات اللغة الإسبانية، قاما بالترويج للطبعة الشعبية من العمل والتي عمل عليها فرانثيسكو ريكو ما بين 1998 إلى 2004 بالاشتراك مع معهد ثيربانتس، وقامت بنشرها دار الفاجوارا للنشر باطلاق نصف مليون نسخة كبداية أولى.

## دون كيخوتي في الوسائط الإعلامية الأخرى

### في الموسيقى

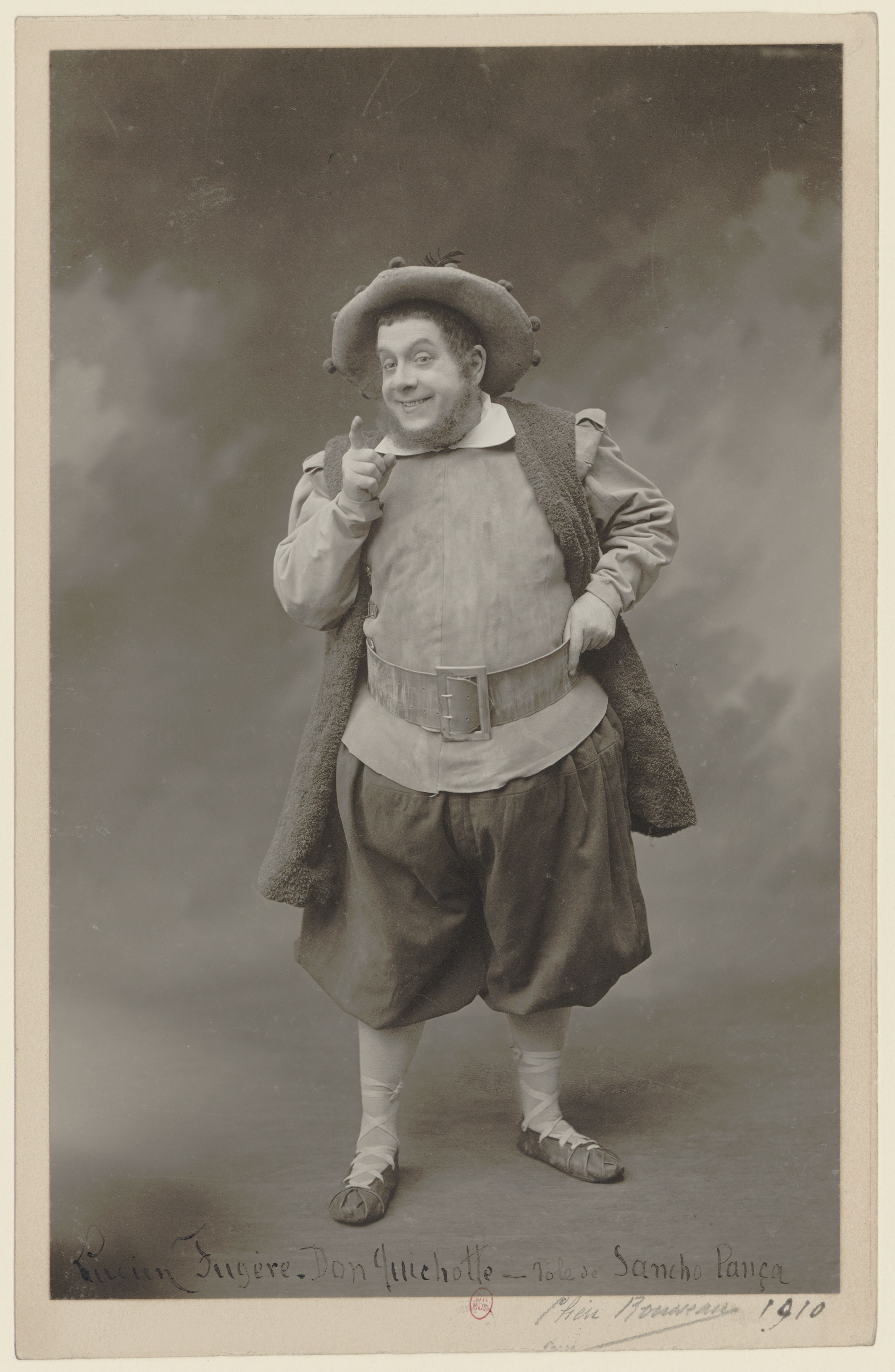
لوسيان فوجيري ممثلًا لسانشو بانثا في أوبرا جول ماسن عام 1910.

ألهمت رائعة ثيربانتس العديد من الموسيقيين منذ نشرها. وقبل صدور الجزء الثاني في 1615، قامت مدام سوتنير بتقديم عرض باليه دون كيخوتي في قصر اللوفر في 3 فبراير عام 1614. ومن بين الأعمال الموسيقية التي استندت إلى شخصية فارس الظل الحزين يبرز القصة الهزلية لدون كيخوتي لهنري بارسيل عام 1695؛ ودون كيخوتي في سيرا مورينا للإيطالي فرانثيسكو بارتولوميو كونتي عام 1719؛ والفاصل المسرحي دون كيخوتي في فينيسيا للإيطالي جيوفاني أنطونيو جياي عام 1752؛ ودون كيخوتي لنيكولو بيتشيني عام 1770؛ ودون كيخوتي في زفاف جيمس للإيطالي أنطونيو ساليري عام 1771؛ ودون كيخوتي لمانويل جارثيا عام 1826؛ البطل الفقير كوسميتفيك للإسباني بيثنتي مارتين إيه سولار عام 1789؛ والزواج من كاماتشو للألماني فيليكس مندلسون عام 1827؛؛ والمجنون في جزيرة سان دومينجو للإيطالي جايتانو دونيزيتي عام 1835؛ ؛ ودون كيخوتي للنمساوي وليام كينزل عام 1897؛ ودون كيخوتي للفرنسي جول ماسن عام 1910؛؛ ودون كيخوتي لعازف الأوركسترا الإسباني كريستوبال ألفيتر عام 2000؛ ومغامرات دون كيخوتي للألماني جان كورت فوريست. ويجدر الإشارة إلى أوبريت حانة دون كيخوتي لروبرتو تشابي عام 1902.

### في السينما

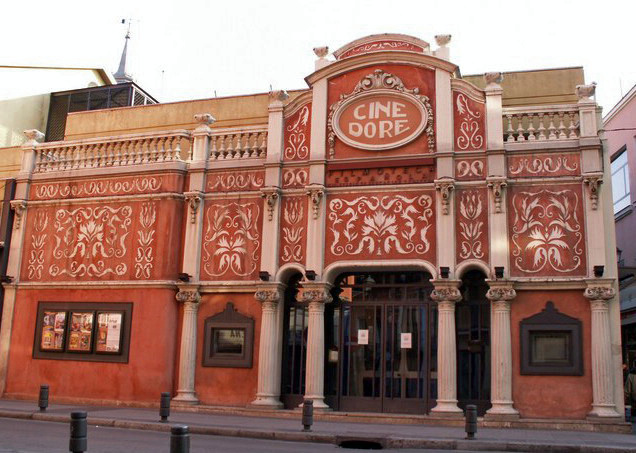
صالة عرض سينما دوريه، مقر مكتبة الأفلام الإسبانية منذ عام 1989، حيث تعقد جلساتها العامة.

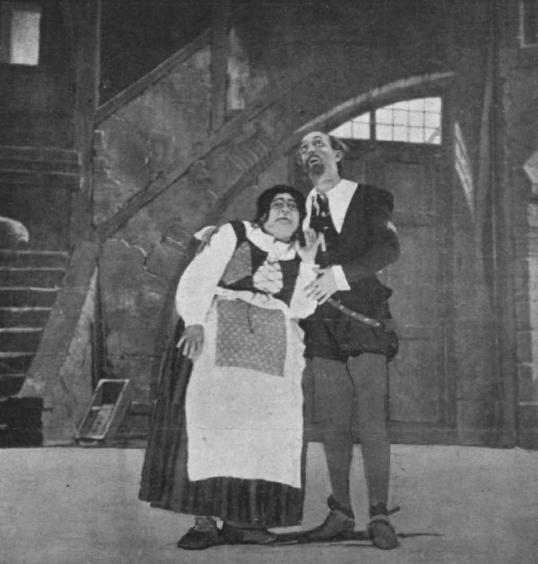
ريكاردو بوجا وليوكاديا ألبا في أدوار كل من لونسو كيخانو وماريتورمس، في مشهد من عام 1910 لكارلوس فيرنانديث شاو في معالجة مسرحية لأوبريت لروبرتو تشابي.

- في عام 1957، قامت الشركة المتحدة للإنتاج في أمريكا بالتعاقد مع الكاتب ألدوس هكسلي ليكتب سيناريو قصة تستند إلى رواية الكيخوتي ومن بطولة مستر ماجو، من أشهر شخصيات الرسوم المتحركة.
- في عام 1990، قامت المنتجة حنا باربيرا بعمل سلسلة من الرسوم المتحركة لتقديمها في التلفزيون، وتم تقسيمها إلى ستة وعشرين حلقة، وكل حلقة مدتها ثلاثين دقيقة مستوحاة منالكيخوتي، وتحمل عنوان دون كيوتي وسانشو باندا.
- جات أول تجربة سينمائية من قبل المنتجة الفرنسية جومون عام 1898 بعد معالجة رواية دون كيخوتي دي لا مانتشا، وتناولت مشهدًا وجيزًا تحت اسم دون كيخوتي.
- قامت المنتجة الفرنسية باث بإنتاج مغامرات دون كيخوتي دي لا مانتشا، من إخراج لوسيان نونجي وفرديناند ثيكا عام 1903، تم ؛ وقامت بعمل نسخة ملونة يدويًا، والتي قامت بها بإعادة إنتاج بعض فصول الرواية. وفي عام 1905 في إسبانيا إدارجها في سجلات الاحتفال بالذكرى المئوية الثالثة لصدور النسخة الأولى من العمل.
- يأتي الفيلم الإسباني الفضولي الوقح للمخرج نارثيسو كوياس عام 1908 على قمة الأفلام القديمة المستوحاة من نصوص ثيربانتس، ويعد كوياس أيضًا هو مخرج النسخة السينمائية الصامتة لـ دون كيخوتي عام 1908.
- سمح الظهور المتأخر لوكالة مسؤولة عن إحياء ونشر تراث السينما السينمائية (حتى إنشاء مكتبة الأفلام الإسبانية عام 1953)[116] إلى اختفاء الكثير من الأفلام السينمائية الصامتة، بما في ذلك النسخ السينمائية الأولى لأعمال ثيربانتس. وعُرفت فقط من خلال المقالات النقدية التي تناولتها الصحافة.
- كانت واحدة من أبرز حالات ظهور شخصية دون كيخوتي في الأعمال السينمائية في فيلم دون كيخوتي عام 1923 للمخرج البريطاني موريس إليفيي ومن بطولة اثنين من كبار ممثلي السينما الصامتة وهم جيرالد روبرتشاو وجورج روباي، الذي اشتهر بمسرحياته الغنائية في برودواي.[103]
- تمت معالجة فيلم دون كيخوتي سينمائيًا عام 1933 في إنتاج فرنسي- بريطاني من قبل جورج ويليام بابست، والتي اُعتبرت واحدة من كلاسيكات السينما وكانت بمثابة واحدة من أبرز أدوار الروسي فيودورشاليابين في دور دون كيخوتي وجورج روباي في دور سانشو بانثا، كما كان في النسخة التي أخرجها موريس إليفاي قبل عشر سنوات، ورينيه باييرس في دور دولثينيا.[103]
- كانت المعالجة السينمائية للرواية، تحت الاسم ذاته، التي تمت في الاتحاد السوفيتي عام 1957 ومن إخراج كل من جورج ويليام بابست وجريجوري كوزنتتيسف. كان عنوانها الرئيسي هو دون كيخوط والأبطال الرئيسين هم نيكولاي تشيركاسوف ويوري تولوبويف. ويبرز بالعمل تناول الصراع الطبقي بين طبقات الشعب المختلفة، حيث كانت سمة أساسية من سمات الأفلام الروسية في ذلك الوقت، حيث غزو خليج الخنازير والذي كان جزًا من الحرب الباردة والذي أدى بدوره إلى تأخر ظهورها في الولايات المتحدة حتى عام 1961. واشترك في هذا الإنتاج الرسام والنحات الإسباني ألبرتو سانشيث، الذي تم نفيه إلى الاتحاد السوفيتي بعد الحرب الأهلية الإسبانية، بمساهماته ببعض الرسومات والأعمال النحتية.[117]

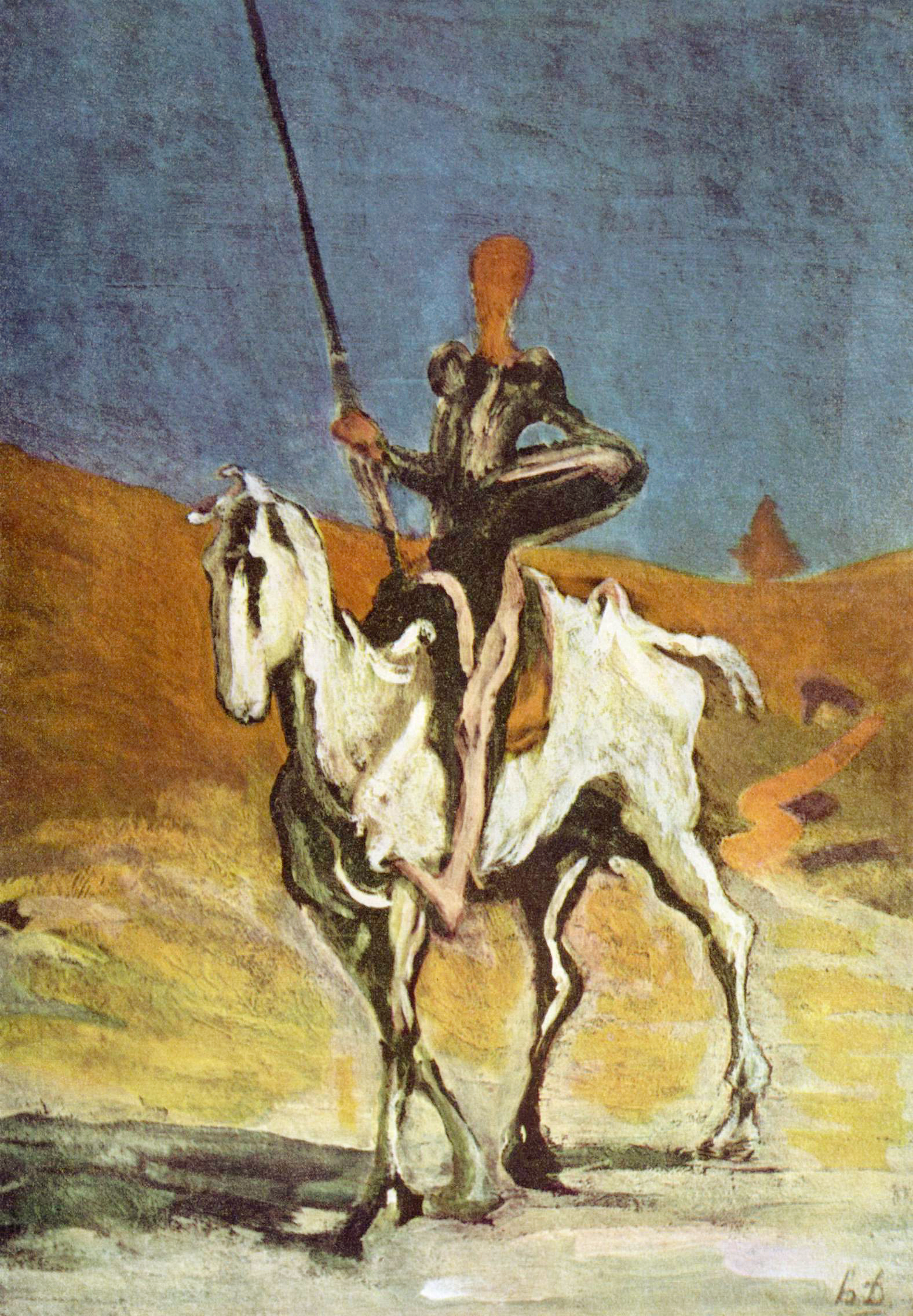
دون كيخوتي لهونوري داومير (1868).

- قام الإسباني بيثنتي بإخراج فيلم دولثينيا عام 1962 من كتابة المؤلف الفرنسي جاستون باتي، في إنتاج مشترك بين إسبانيا وإيطاليا وألمانيا، حيث لعبت ميلي بيركينس دور دولثينيا.
- قدم المخرج الألماني كارلو ريم معالجة تلفزيونية للعمل من جزئين؛ الأول يحمل اسم دون كيخوتي والثاني دولثينيا ديل التوبوسو عام 1965، إلا أنهم لم يظهروا على شاشة السينما. كان الإصدار بالأساس مسلسلًا تلفزيونيًا مقسم إلى ثلاثة عشرة فصلًا مدة كل منهما ثلاثون دقيقة. وجاء تقسيم العمل إلى جزئين بمثابة نوع من الاستغلال التجاري.[118]
- أخرج الكندي آرثر هيلر النسخة السينمائية رجل من لا مانتشا عام 1972، ولعب الإيرلندي بيتر أوتول دور دون كيخوتي، فيما لعبت الإيطالية صوفيا لورين دور دولثينيا. وقُدم الإصدار المسرحي من العمل بأكثر من خمسين لغة، وولعبا الممثلين الإسبانيين خوسيه ساكريستان والمطربة بالوما سان باسيليو دورا البطلين في المونتاج الإسباني للفيلم عام 1997.[117]

### في القصص المصورة
كانت رواية ثيربانتس بمثابة مجالًا خصبا للقصص المصورة، حيث تم معالجتها من قبل العديد من الفنانين المهتمين بهذا المجال. ويبرز الكيخوتي لويل إيسنر عام 2000 والألبوم الجماعي الذي يحمل عنوان الفارس دون كيخوتي وشخصيات حزينة أخرى، والذي تم نشره من قبل المجموعة القصصية المصورة مورتاديلو دي لا مانتشا لفرانثيسكو إيبانييث.

### في الإنترنت
في سبتمبر 2010، قامت بوابة اليوتيوب بالتعاون مع الأكاديمية الملكية الإسبانية بإطلاق مشروع للقراءة الجماعية للعمل. وتمكن مطالعو الموقع من خلال هذه البوابة من تحميل مقاطع فيديو تحتوي على بعض الأجزاء من ثمانية أسطر يقدمها الموقع. وكانت المحصلة الإجمالية، قيام قرابة 2149 شخص بالقراءة المتواصلة للعمل على مدار 4298 دقيقة أو قرابة ثلاثة أيام. ونُشر الفيديو أخيرًا في 22 مارس عام 2011، مع إمكانية اختيار الفصل أو المقطع المناسب المراد تصفحه من قبل أي مستخدم. وتمت قراءة المقطع الأول من قبل مدير معهد ثيربانتس بيكتور جارثيا دي لا كونشا.